# 벨기에 축구 국가대표팀
벨기에 축구 국가대표팀은 1904년을 기점으로 벨기에를 공식적으로 대표하는 축구팀이다. 벨기에 국가대표팀은 벨기에 축구 행정 부서인 벨기에 왕립 축구 협회 (KBVB/URBSFA/KBFV) 가 관리한다.
벨기에 왕립 축구 협회는 FIFA와 UEFA의 창립 멤버이며, 국가대표팀은 두 국제 축구 연맹에 소속되어 있다. 1906년을 기점으로, 벨기에 국가대표팀은 붉은 악마로 불려 왔다. 대부분의 홈경기는 브뤼셀의 보두앵 국왕 경기장에서 열린다. 벨기에는 주요 국제 무대에 1920년부터 1938년 사이, 1970년부터 2002년 사이로 2번의 시대로 나뉘어 출전했었고, 그 외의 시기에는 주요 무대 본선행에 고전하였다. 벨기에 국가대표팀은 두 차례의 황금기를 보냈는데, 한번은 1980년대에 시작하여 1990년대까지 이어졌고, 두번째 황금기는 2010년대 초에서 현재까지 이어지고 있다. 벨기에의 주요 국제무대 성과로는 1920년 하계 올림픽 금메달, UEFA 유로 1980 준우승, 그리고 1986년 FIFA 월드컵 4위, 2018년 FIFA 월드컵에서는 사상 최초로 월드컵 3위의 성적을 기록했다. 1954년부터 2018년 사이, 벨기에 국가대표팀은 FIFA 월드컵 우승을 경험했던 팀들을 상대로 승리를 거두기도 했다. (서독, 브라질, 아르헨티나, 그리고 프랑스) 벨기에는 오랜 기간 동안 네덜란드와 라이벌 관계를 유지해 왔고, 1905년부터 1964년 사이 (세계 대전 시기를 제외하고) 격년으로 정기 친선전을 벌였고, 그 후로도 간혹 친선전을 벌였다. 벨기에 왕립 축구 협회는 벨기에 국가대표팀 경기에 35경기 이상 출전한 선수들에게 공로 메달을 수여한다. 역대 최다 경기 출전자는 얀 쾰레만스로 1977년과 1991년 사이 96번의 국가대표팀 경기에 출전하였다. 베르나르트 부르후프와 파울 판 힘스트는 국가대항전에서 각각 30골씩 공동 최다 득점자이다. 국가대표팀의 서포터 단체 명칭은 1895이다.

## 역사

### 초창기
벨기에는 유럽 대륙국들 중 가장 먼저 축구를 시작한 나라이며, 1863년 10월 26일, 아일랜드인 학생 사이릴 B . 모로가 헨트 인근의 멜러 수녀회 대학교 가죽공을 가지고 다닌 것이 시초가 되었고, 영국인 교사가 벨기에 전국의 학교에 전파하는 것을 도왔다. 이어지는 몇십년간, 축구는 럭비를 넘어 국내 최고 인기 종목이 되었다. 벨기에 축구의 1부 리그는 1895년에 시작하였다. 1900년 10월 11일, 호르헤 디아스 베이르스홋 명예 회장이 안트베르펜에서 벨기에가 유럽 최고 팀들과 여러 차례의 경기를 치를 것임을 밝혔다. 초창디 대회 조직에 애로를 겪은 후, 샬랑주 F. 판던 아베일러가 1901년 4월 28일 벨기에 A팀과 네덜란드 B팀간의 대결로 열렸다. 두 팀간의 전력차는 전자의 팀의 일방적인 8-0 대승으로 증명되었고, 벨기에는 이어지는 3경기 (1-0, 2-1, 6-4) 에서도 모두 승리를 거두었다. 그러나, 이 경기는 FIFA에 공식 결과로 남지 않았는데, 이는 벨기에 팀이 몇 명의 잉글랜드 선수들을 보유하였기 때문이다.

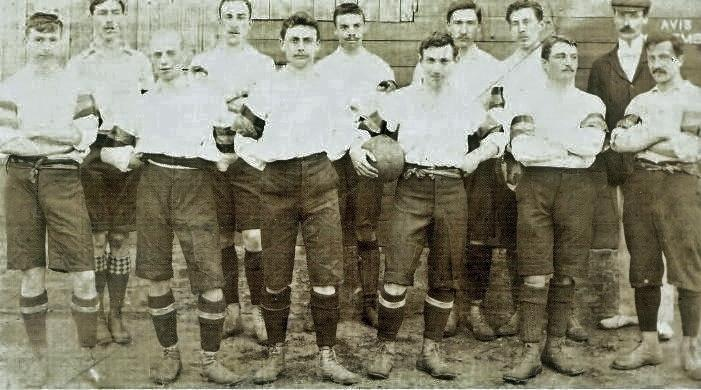
1901년, 4명의 잉글랜드인들이 조합된 초창기의 벨기에 A팀

1904년 5월 1일, 벨기에는 프랑스를 상대로 위클의 목재 경기장인 스타드 비비에르 도이에서 첫 공식 경기를 치렀다. 양 팀은 현대적인 피라미드 포메이션 (2-3-5)를 사용해 3-3으로 비겨, 양팀 모두 에방스 코페를 소유하지 못하였다. 당시, 벨기에 국가대표팀은 위원회에 의해 국내 6-7개 주요 클럽에서 차출되었다.
벨기에는 1905년 초, 네덜란드를 상대로 두번 경기를 치렀는데, 한번은 안트베르펜에서, 한번은 로테르담에서 맞대결을 벌였다. 공교롭게도, 이미 1905년에 네덜란드 언론인은 벨기에 선수 3명이 네덜란드와의 경기에서 "악마처럼 활약하였다"라는 표현을 사용하였다. 몇십년간, 벨기에-네덜란드간 컵대회가 열려 "저지대국 더비"로 발전하였다.
1906년, 피에르 발키어르스 레오폴 감독은 팀의 색상과 그 해에 거둔 3연승의 성과 (프랑스전 5-0 대승, 네덜란드전 5-0, 3-2 승리)에 빗대어 선수들에게 붉은 악마 (Les Diables Rouges) 라는 명칭을 처음으로 사용하였다. 벨기에 왕립 축구 협회의 정기 출간물인 스포츠 인생 (La Vie Sportive)의 최종전 경기 리포트에서, 발키어르스는 자신의 팀이 작은 붉은 악마 ("Petits Diables Rouges")처럼 활약했다고 기재하였다. 1906년의 경기에서 5골씩 기록하였으며, 총 23번의 경기에서 26골을 기록한 골잡이 로버르트 더 페인은 벨기에의 첫 주연이었다.
1910년, 윌리엄 맥스웰은 붉은 악마의 첫 감독으로 선임되었다. 그의 임기에, 중앙 공격수 알퐁스 시스가 국제무대에 첫 발을 들였다. 역사학자 리처드 헨쇼에 따르면, 시스는 "벨기에의 세계 대전 이전의 역대 최고 선수로 (...) [그는] 대개 비영국인들 중 가장 기술이 뛰어난 공격수로 수식되었다." 축구는 제1차 세계대전 기간 동안 대체적으로 중단되었고, 1915년부터 1918년까지 프랑스를 상대로 몇 차례 비공식 친선전을 치렀다. 비극적이게도, 벨기에 국가대표 선수 3명이 전사하였다. 또 6명은 24세의 나이에 폭격에 의해 사망하였다.

### 주요 대회 데뷔

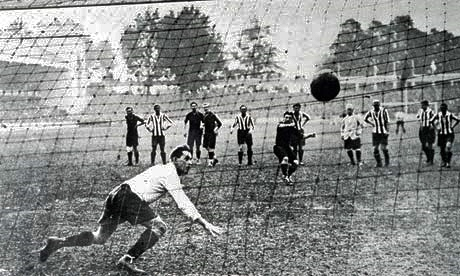
헤트 킬에서 열린 1920년 하계 올림픽 결승전에서 로베르 코페가 페널티킥으로 벨기에 선제골을 기록하였다.

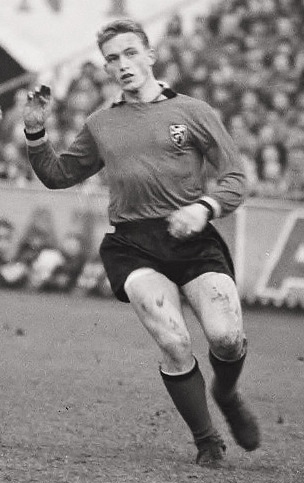
벨기에의 골든 플레이어로 선정된 파울 판 힘스트는 한때 벨기에 국가대표팀의 감독이었다.

처음 출전한 1920년 대회에서, 붉은 악마는 홈 안방의 이점을 안고 체코슬로바키아가 경기장을 이탈해 논란을 야기한 결승전을 치른 후 금메달을 획득하였다. 비록 1920년대 하계 올림픽에서 국가대표팀 기록은 7경기 4승으로 준수했으나, 1930년대에 벌어진 3차례의 FIFA 월드컵에서는 모든 경기에서 패배만 맛보았다. 베르나르 포르호프와 "벨기에 축구의 그랜드 마스터" 레몽 브랜은 둘 다 스트라이커로, 1920년대에서 1930년대까지 활동한 가장 재능있는 벨기에 선수들이었다.
제2차 세계대전이 터지면서, 국제 축구 대회는 1940년대에 중단되었다. 조세프 메르망, 레오폴 아눌, 그리고 앙리 코팡와 같은 공격 자원들과, 센터백 루이 카레와 같은 선수들이 1948년과 1954년 사이에 국가대표팀을 떠났다. 벨기에는 1950년대에서 1960년대까지 열린 8개의 주요 대회 중 스위스에서 열린 1954년 FIFA 월드컵, 단 한차례에만 출전하였다. 황금기 직전인 1960년대에 활약한 4차례 벨기에 올해의 선수 수상자 파울 판 힘스트는 벨기에의 UEFA 주빌리 어워드 (1954년과 2003년 사이)의 주인공으로 뽑혔고, IFFHS에 의해 벨기에 세기의 선수로도 선정되었다. 그는 1974년까지 국가대표팀 선수로 활약하였다.
국가대표팀의 상황은 1970년대 초, 레몽 후탈스의 지휘 하에 개선되었다. 하얀 악마 (Les Diables Blancs)의 벨기에는 FIFA 월드컵과 UEFA 유럽 축구 선수권 대회 첫 승에 성공하였는데, 이 업적은 각각 1970년과 1972년에 달성하였다. 3위로 마감한 UEFA 유로 1972는 UEFA 유럽 축구 선수권 대회 처녀 출전 대회였다. 수비형 미드필더이자 3차례 벨기에 올해의 선수 상을 받은 빌프리트 판 무르는 1970년에서 1972년까지의 부흥기에 활동하였다. 1970년대 초, 후탈스는 벨기에 1부리그의 최고 선수로 손꼽히는 선수를 '벨기에' 성인 국가대표팀과 훈련시켰는데, 1901년대의 경우와 마찬가지로, 외국인이 조합된 온전한 국가대표팀이 아니었다. 1973년, 예선 최종전에서 명백한 골이 취소되면서 1974년 FIFA 월드컵 출전권이 날아갔다. 주요 대회 본선행을 위한 이어지는 두 차례의 시도도 물거품으로 끝났다. 1970년대 이래, 오프사이드 트랩이 벨기에 국가대표팀에 의해 체계적으로 사용하면서 팀의 주요 강점으로 자리잡았는데, 이는 1960년대에 피에르 시니발디 안데를레흐트 감독이 고안한 수비적 전술이었다.

### 황금 세대
벨기에의 성공 시대는 UEFA 유로 1980에서 준우승을 거두면서 막이 올랐다. 1980년대에서 1990년대 초까지를 국가대표팀의 첫 황금 세대로 불리고 있다. 100번이 넘는 공식 경기동안 함께 한 기 티 감독의 지도 하에, 벨기에 국가대표팀은 체력적으로 우수하고, 잘 조직되어 상대하기 어려운 존재로 탈바꿈하였다.

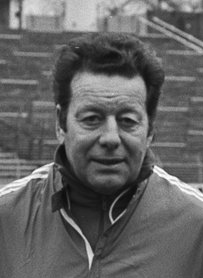
붉은 악마는 이탈리아에서 열린 UEFA 유로 1980에서 기 티 감독의 지도 하에 준우승을 차지하였다.

벨기에는 1982년과 2002년까지의 모든 FIFA 월드컵 대회 본선에 참가하여 대개 2라운드 이상의 성적을 냈다. 티 감독의 임기 후, 파울 판 힘스트와 로베르 와세주 감독이 국가대표팀의 1라운드 통과를 일구어냈다. FIFA의 개인적 인식을 떠나서, 벨기에는 1986년에 준결승전까지 진출하였다. 한편, 1990년과 1994년의 대회에서는 지역 조별 예선에서 본선으로 직행하였으나, 1986년처럼 1998년과 2002년 대회에서는 고전 끝에 홈앤 어웨이 방식의 플레이오프전을 통해 본선에 올라왔다.
UEFA 유로 1980 준우승 이후, 벨기에는 대륙 대회에서 그리 큰 성과를 내지 못하였는데, 이후에 참가한 1984년 대회와 2000년 대회에서 모두 조기에 탈락하였다.
이 시기에, 가장 애용된 포메이션은 4-4-2로, 장-마리 파프와 미셸 프뢰돔과 같은 수문장, 얀 쾰레만스와 프랑키 판 데르 엘스트와 같은 미드필더, 에릭 헤러츠와 같은 재능있는 라이트백, 플레이메이커 엔조 시포, 그리고 뤼크 닐리스와 에르빈 판던베르흐와 같은 스트라이커들과 같은 다수의 세계구급 선수들이 배치되었다. 위의 붉은 악마의 선수들은 2000년에 들어 모두 은퇴하였다. 2002년 FIFA 월드컵이 종료된 후, 마르크 빌모츠와 헤르트 페르헤이언과 같은 값진 베테랑 선수들도 은퇴하였다. 같은 시기 와세주 감독도 지휘봉을 내려놓았고, 에메 앙튀앙니스가 후임 감독이 되었다.

### 암흑기
2002년 이후로 벨기에는 5대회 연속으로 주요 대회 본선행에 실패하였고, 감독도 자주 바뀌었다. 앙튀앙니스의 계약은 UEFA 유로 2004와 2006년 FIFA 월드컵 본선행이 좌절되면서 2005년 이후로 갱신되지 않았다. 레네 판더레이컨이 2006년 1월에 그의 후임 감독이 취임했으나, 벨기에 국가대표팀의 순위는 서서히 낮아졌고, 2007년 6월에는 역대 최저 FIFA 랭킹인 71위까지 떨어지기도 했다. UEFA 유로 2008과 2010년 FIFA 월드컵 본선행 실패 후, 벨기에 왕립 축구 협회는 2009년 4월에 판더레이컨 감독을 경질하였다. 그의 수석코치였던 프랑키 베르코테랑이 감독 대행을 맡았다.
같은 시기 신세대 유망주로 구성된 벨기에 U-21 국가대표팀이 2007년에 2008년 하계 올림픽 본선행을 확정지었고, 젊은 붉은 악마들은 베이징에서 열린 2008년 대회에서 4위를 차지하였다. 훗날 이들 중 17명이 성인 국가대표팀 선수가 되는 젊은 선수단 은 대개 수비 능력과 강력한 중원이라는 특징을 지니고 있었다. 그러나, 이들은 성인 국가대표팀에서 바로 성공을 일구어내지는 못하였다. 2009년 9월, 하위팀 아르메니아 (당시 FIFA 랭킹 125위)에게 1-2로 발목을 잡히자, 베르코테랑 대행 감독이 사임하였고, 딕 아드보카트가 신임 감독으로 부임하였다. 그러나, 취임 6개월만에, 아드보카트 감독이 러시아 사령탑을 노린다는 추측 속에 사임하였다. 조르주 레이컨스가 2010년 5월에 그의 후임감독으로 계약이 만료되는 2012년까지 직위를 맡게 되었다. 레이컨스의 임기에, 붉은 악마는 UEFA 유로 2012 플레이오프행 진출권을 아깝게 놓쳤다. 레이컨스 감독은 2012년 5월에 지휘봉을 내려놓고 클뤼프 브뤼허의 감독이 되었다. 레이컨스의 후임으로, 2009년부터 수석 코치를 맡고 있던 마르크 빌모츠가 감독 대행을 맡게 되었다.

### 부흥기

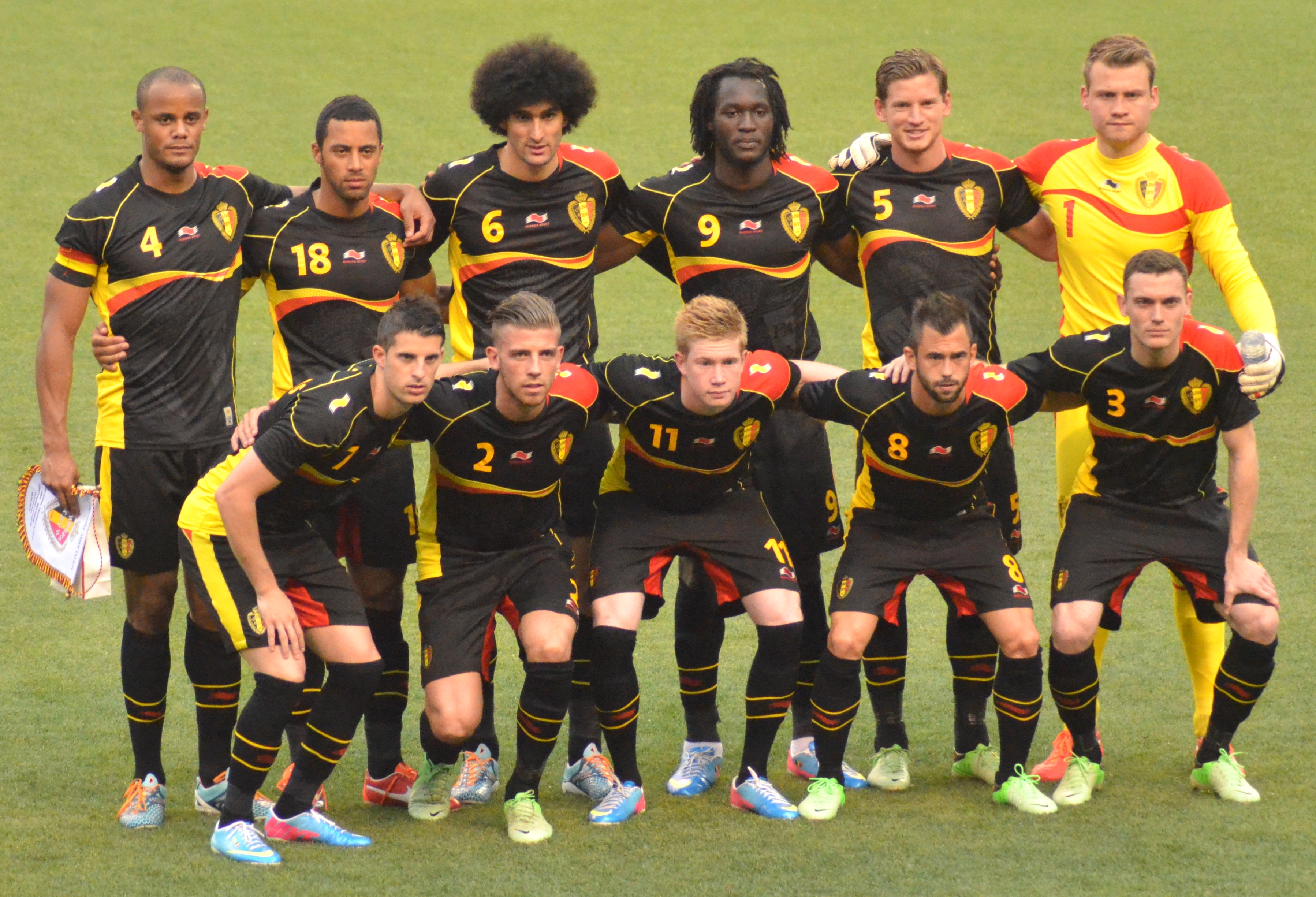
2013년의 벨기에 국가대표팀 선수들

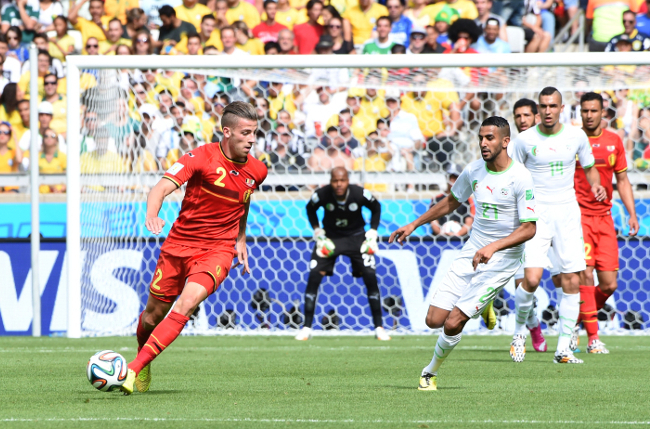
미네이랑에서 알제리와 2014년 FIFA 월드컵 경기를 벌이는 벨기에 국가대표팀

감독 대행을 2경기 맡은 후, 빌모츠는 정식 감독으로 승격되어 레이컨스 전임 감독을 대신하게 되었다. 벨기에 국가대표팀은 그의 지휘 하에 발전하였고, 2013년 10월에 당시 최고 FIFA 랭킹인 5위까지 상승하였다. 2013년에 들어, 몇 해외 언론은 2014년 FIFA 월드컵 예선전에 참가중인 벨기에 국가대표팀이 새 황금 세대를 꾸렸다고 보았다. 벨기에는 케빈 미랄라스, 로멜루 루카쿠, 그리고 크리스티앙 벤테케와 같은 공격 자원 외에도, 에덴 아자르, 드리스 메르턴스, 그리고 케빈 더 브라위너와 같은 측면 자원, 무사 뎀벨레, 마루앙 펠라이니, 그리고 악셀 비첼과 같은 미드필더 등의 선수들을 보유해 기회를 창출할 큰 잠재력을 지녔다. 필드 선수들의 견고한 수비도 두드러졌는데, 뱅상 콩파니, 얀 페르통언, 토마스 페르말런, 그리고 토비 알데르바이럴트의 자원이 있고, 골대를 지킬 수문장으로도 티보 쿠르투아와 시몽 미뇰레가 있었다. 이 선수단은 주로 4-2-3-1 포메이션에 따라 배치되며, 벨기에는 2014년 FIFA 월드컵 예선 A조에서 1위를 차지해 마침내 본선에 진출하는데 성공하였고, 젊은 선수단은 성공을 이어나가 본선에서도 4경기를 연속해서 이겼다. 그에 따라 벨기에는 역사상 2번째로 FIFA 월드컵 8강 진출의 업적을 이룩하였다. 벨기에는 12년만에 월드컵에 진출해 8강전에서 아르헨티나에게 0:1로 패했으나 벨기에 축구 역사상 2번째로 8강 진출이라는 기록을 세우고 2014년을 마무리한다.
2014년 6월, 빌모츠는 2018년 FIFA 월드컵까지 연장하였다. 라자 나잉골란과 디보크 오리기와 같은 선수들은 그의 선수단에 공격력을 더하였다. 2015년 초, 벨기에는 UEFA 유로 2016 예선전에 통과하였다. 2015년 6월, 벨기에 국가대표팀은 또다시 역대 최고 FIFA 랭킹 기록을 세웠는데, 이번에는 1위까지 올라갔다. UEFA 유로 2016에서 8강 진출로 인해 빌모츠는 경질되었다. 마르크 빌모츠 후임으로 로베르토 마르티네스가 부임하였다. 이에 프랑스의 레전드였던 티에리 앙리가 수석코치로 부임하였다.

## 팀 이미지

### 중계권

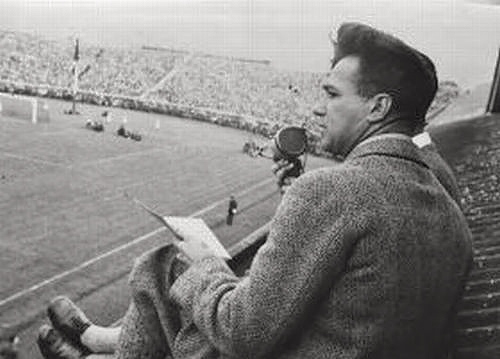
1931년, 벨기에와 네덜란드간 경기를 생중계하는 휘스트 더 마윈크

처음으로 중계된 벨기에 국가대표팀의 경기는 1931년 5월 3일자 경기였다. 휘스트 더 마윈크 기자가 라디오를 통해 벨기에와 네덜란드간 경기를 해설했었다. 이 경기는 벨기에 최초로 중계된 스포츠 경기로도 기록되어 있다.
몇십년 후, 텔레비전이 경기 중계의 매체로 더 선호되었다. 59%의 벨기에인이 네덜란드어를 사용하고, 41%가 프랑스어를 사용함에 따라, 국가대표팀 경기는 두 언어로 모두 중계된다. 벨기에가 다수의 대회에 출전했던 1980년대와 1990년대초, 리크 더 사덜레이르가 자신의 감정적이면서 유머감 있는 어조의 경기 해설로 국내에서 가장 유명한 축구 해설가가 되었다. 초창기 경기는 지상파 채널인 BRTN과 RTBF에서 각각 네덜란드어와 프랑스어로 해설했으나, 1994년을 기점으로 vtm (자매 채널인 카날 2와 함께) 이나 플랑드르의 VIER 등의 케이블 채널들이 중계권을 사들였다. 벨기에 국가대표팀의 UEFA 유로 2016 예선전 경기의 중계권은 VRT, RTBF, 그리고 케이블 방송사 BeTV와 텔레네트가 가지고 있다. 벨기에 국가대표팀 역사상 최고 시청률을 기록한 경기는 2014년 FIFA 월드컵의 벨기에와 미국간 16강전 경기로 1120만명의 벨기에 국민들 중 총 400만명이 시청하였다.
2014년 4월, VRT는 2014년 FIFA 월드컵 예선전 당시 국가대표팀에서 일어난 일에 대해 다루는 모두가 악마 (Iedereen Duivel) 라는 9부작 다큐멘터리를 처음으로 방영하였고, 같은 시기에 텔레네트에서도 선수 개개인에 대해 다룬 붉은 영웅들 (Rode Helden)이라는 8부작 다큐멘터리를 방영하였다.

### 주요 활동
- 팬을 위한 활동: 2014년 FIFA 월드컵 예선전에서, 여러 차례의 상호 활동이 되었다: 이 활동은 악마의 도전 (Devil Challenges)으로 불렸다.[71] 전제 조건은 소수의 국가대표팀 선수들의 도움으로 5개의 포괄적인 과제를 팬들이 모두 인정받을 수 있을만큼 달성 ("벨기에를 적색으로 물들여라", "500,000 데시벨 이상", 등등) 하는 것이었다.[72] 2013년 6월, 붉은 악마는 팬과의 첫날에 20,000명의 지지자들을 환영하였다.[73] 2년차 활동은 2014년 FIFA 월드컵이 종료되고 나서 열렸다.[74] 2014년 6월, 벨기에의 조별 리그 경기를 진행하는 와중에, 악마와 춤을 (Dance with the Devils, 2001년 트랜스 앨범의 패러디)[75]이라는 대규모 춤행사가 벨기에의 주요 도시인 안트베르펜, 브뤼셀, 그리고 샤를루아에서 열렸다.[76]
- 자선 활동: 1926년, 네덜란드와의 비공식 경기는 모금 및 자선 활동을 목적으로 진행되었다.[77] 1986년 여름, 벨기에 대표팀이 멕시코 월드컵에서 준결승전에 올랐을 때, 국가대표팀은 미셸 도게 대표의 희망에 따라 빈곤한 집 프로젝트를 추진하였다. 이 활동은 멕시코의 공업 도시 톨루카의 노숙아를 위한 활동으로, 선수들이 토너먼트를 통해 획득한 보너스의 일부를 기부한 것이었다.[78] 2013년 8월, 국가대표팀은 푸트볼+파운데이션 (Football+Foundation) 자선 단체를 통해 4가지 사회 활동을 추진하였는데, 어깨에 십자표가 붙은 유니폼을 입고 경기 후에 유니폼을 경매하는 활동이었다.[79][80]
- 반인종주의 캠페인: 2002년 국가대표팀 선수단은 반인종주의 슬로건 앞에서 촬영하였고,[81] 2010년에 벌어진 UEFA 유로 2012 예선전에서는 "다양성에 대한 존중"이라는 슬로건을 사용하였다. UEFA 추진 활동은 이를 주간 유럽 FARE 활동의 하나로 꼬았다.[82] 디미트리 음뷔위 전 붉은 악마 (1987년에 활동한 첫 흑인 벨기에 국가대표)[49][83] 가 이 활동의 대부로 활동하며, 벨기에 대회에 참가하는 다른 외국계 (전)국가대표 선수들도 참가하고 있다.

### 서포터
벨기에의 전통 종목은 사이클이지만, 축구가 가장 인기있다. 
국가대표팀과 마찬가지로 벨기에 팬들은 적색을 강조하는 벨기에 삼색기로 자신들을 나타낸다. 붉은 악마의 팬들에게 가장 아름다운 추억은 1986년으로 추측되는데, 이 때에 벨기에 대표는 멕시코 월드컵이 끝난 후 '금의 환향'하는 선수들을 따뜻하게 맞이하였다. 브뤼셀의 그랑플라스는 황홀감에 찬 군중들로 가득찬 가운데, 자국 FIFA 월드컵 4강행의 성과를 낸 선수들이 주요 대회를 우승한 마냥 시청 발코니에 모습을 드러냈다. 겨우 2012년이 되어서, 지역 클럽을 지지하는 팬들이 힘을 합쳐 벨기에 국가대표팀 서포터 단체가 조직되었고, 명칭은 벨기에 왕립 축구 협회가 세워진 연도를 따 1895가 되었다. 1년 후, 1895의 회원 수는 24,000명을 돌파했다.

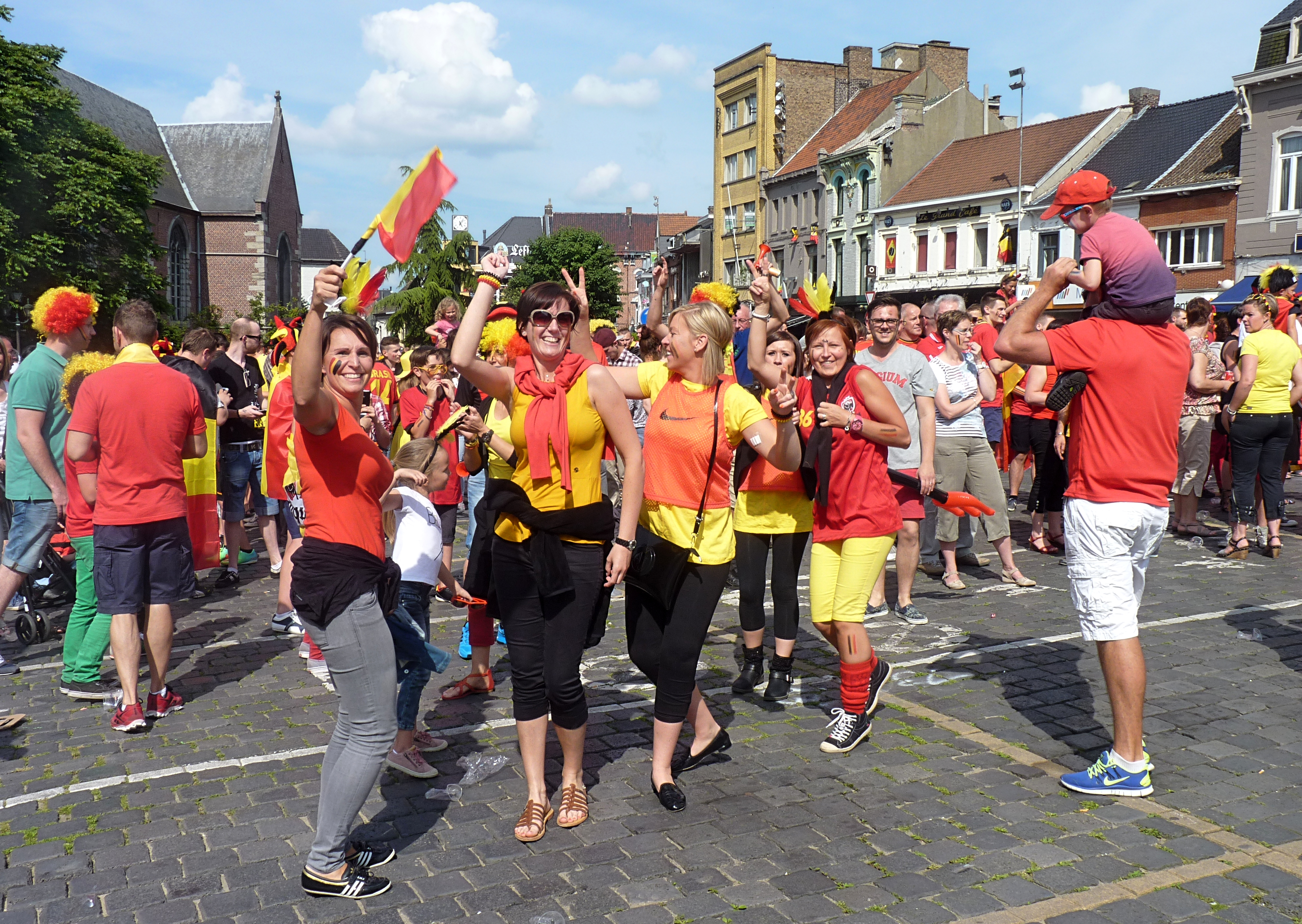
2014년에 촬영된 벨기에 국가대표팀 팬들

1982년부터 2002년까지 6대회 연속으로 FIFA 월드컵 진출에 성공한 후, 국가대표팀은 이어지는 UEFA 유럽 축구 선수권 대회와 FIFA 월드컵을 합쳐 5대회 연속으로 주요 대회 진출에 실패하였다. 부흥을 위한 노력에도 불구하고, 2004년부터 2010년까지 다수의 기자들은 벨기에 축구를 "위독하다"고 묘사하였다. 극심한 인기의 추락에도 불구하고, 일부 팬들은 암흑기에도 국가대표팀을 계속 지지하였고, 가장 충직한 팬들 중 한명은 뤼도 롤런베르흐가 있었다. 이 서포터는 1990년 이래 붉은 악마들을 따라 전세계를 돌아다녔고, 1999년 기린컵과 2006년의 2경기를 제외하고 직접 참관하였고, 2009년 아르메니아 전을 참관한 유일한 벨기에 팬이기도 했다.
2008년, 벨기에 U-23 국가대표팀이 베이징 올림픽에서 4위를 차지하였을 때 팬들의 기대감이 올랐고, 이들의 일부는 나중에 성인 국가대표팀 선수로 합류하였다. 비록 2010년 FIFA 월드컵과 UEFA 유로 2012의 본선행이 무산되었으나, 이어지는 주요 대회에서의 인기와 믿음은 다시 계속해서 상승하였다.
2014년 FIFA 월드컵 예선전에서, 악마의 도전 (Devil Challenges) 라는 상호적 활동과 팬의 날 (주요 활동 섹션 참고) 통해 팬들과의 유대감이 증가하였다. 예선전 홈경기 시작을 앞두고, 선수들은 국가를 상징하는 색으로 된 10.5미터x11.5미터의 악마가 그려진 티포 배너를 목격하였다. 다수의 선수들이 해외의 상위 리그에서 활동하며, (예를 들어 2013년 7월을 기준으로 12명의 붉은 악마들이 프리미어리그에 소속되었다.) 마르크 빌모츠 감독 지휘 하에 우수한 성적을 거두어 FIFA 월드컵에서의 선전에 대한 기대와 믿음을 불어넣었다. 이렇게 인기가 절정에 이르면서, 2개의 벨기에 랜드마크가 2014년 FIFA 월드컵을 앞두고 국가의 상징색으로 장식되었다: 오줌싸개 소년 조각상은 FIFA 월드컵에 사용될 유니폼의 어린이용 유니폼을 입었고, 아토미움의 윗쪽 구는 흑색, 황색, 그리고 적색으로 덮였다.

### 대중 문화

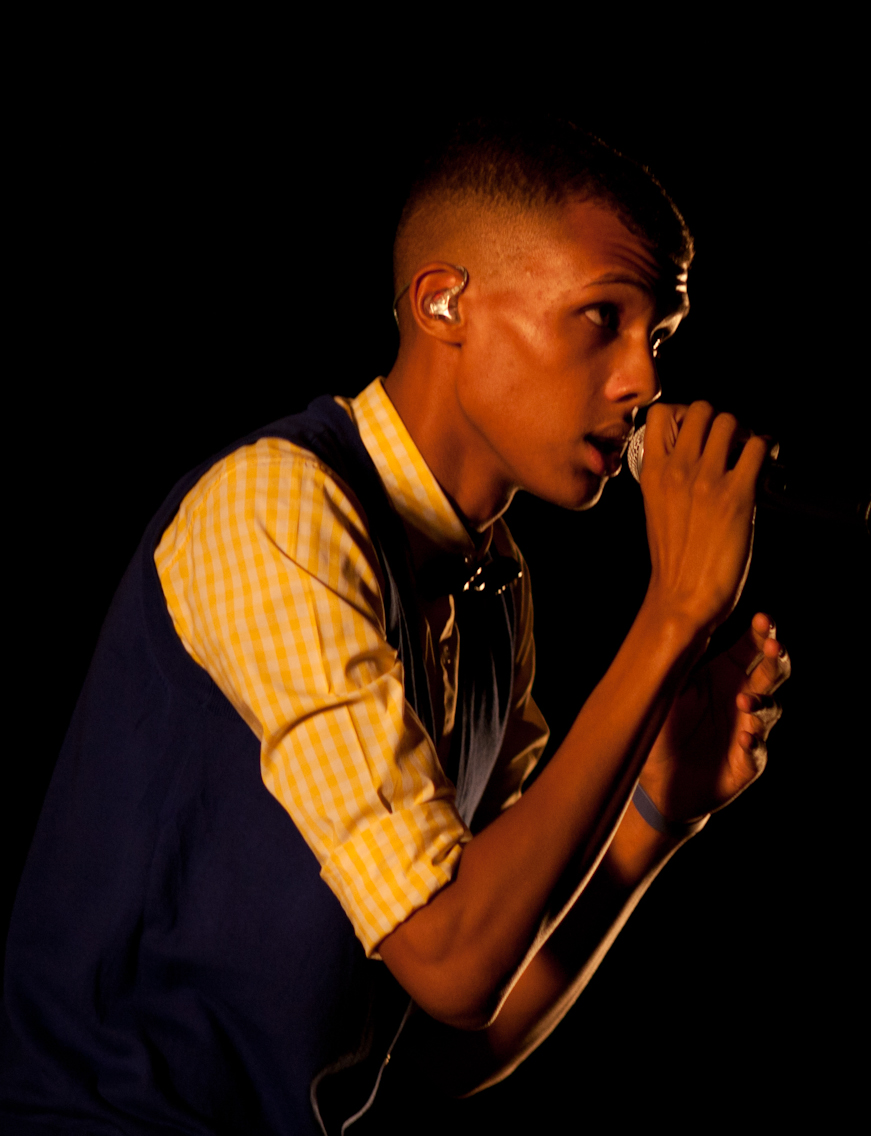
벨기에 가수 스트로마이는 2014년 FIFA 월드컵을 앞두고 벨기에 국가대표팀에 "당신의 축제를 위해" (Ta fête) 라는 곡을 헌정했다.

팬클럽들과 SNS 웹페이지간 열정을 공유하는 것 외에도 국가대표팀의 응원은 팬 도구, 붉은 악마들에 헌정한 기타 물품의 구매로도 나타났다. 구매 물품으로는 저서, (참고 문헌 섹션과 관련 저서 섹션 참고) 영화, 만화책, 그리고 노래가 있었다. 상업적 목적 외에도, 이 물품들은 앞으로 다가올 대회에 대한 기대나 과거 경험에 대한 기억을 공유한다.
- 영화: 2005년, 오프사이드 (Buitenspel) 이 개봉하였는데, 12세의 벨기에인 소년이 국가대표팀 일원이 되는 것을 꿈꾸는 내용을 담고 있다.[94] 이 벨기에 영화는 2004년 네덜란드 영화인 오라녜의 일원으로 (In Oranje)의 리메이크 영화이다.[95]
- 만화책: 만화는 벨기에가 오랜 전통을 지닌 분야로 땡땡의 모험이나 스머프와 같은 몇가지 연재물이 전세계적으로 유명하다. 2014년 FIFA 월드컵 예선전에서 첫 국가대표팀 연재물이 나왔는데, 제목은 붉은 악마 (de Rode Duivels / les Diables Rouges) 로 최소 3권이 나왔다.[96] 이 전에도, 2권의 만화책이 1982년과 1998년 FIFA 월드컵에 대해 출판된 적이 있었다.[97][98]
- 노래: 1970년을 기점으로 몇명의 벨기에 가수들이 간단하고, 열정적인 노래를 FIFA 월드컵이나 UEFA 유럽 축구 선수권 대회를 앞두고 작곡하였다.[99] 이 곡들은 항상 공식적인 지위를 누리거나 벨기에 왕립 축구 협회로부터 승인되지만은 않았다.[100] 2014년 FIFA 월드컵에서 벨기에 국가대표팀의 공식 응원곡은 당신의 축제를 위해 (Ta fête) 로, 벨기에의 싱어송라이터 스트로마이가 작곡하였다.[101]

### 마스코트와 로고
국가대표팀은 3가지 의인화된 마스코트를 지니고 있다: 디아볼리스 (Diabolix) 라는 이름을 가진 사자, 적색의 슈퍼 악마, 그리고 팬에 의해 만들어진 현대판 악마. 2012년, 붉은 악마는 적색 삼지창을 새 문양으로 도입하였다.

## 유니폼

### 색상

벨기에의 삼색기

전통적으로 벨기에 국가대표팀의 홈 유니폼은 벨기에 삼색기 색상을 사용한 것으로, 특히 상하의와 양말이 모두 적색이었을 정도로 대개 적색을 주로 사용하였다. 이러한 특징이 별칭이 붉은 악마가 된 점을 뒷받침한다. 1901년에 열린 비공식 경기에서, 대표팀은 양팔에 삼색기 색상의 환이 둘러진 밝은 색상의 유니폼을 입었었다. 결국 1902년에 열린 벨기에의 비공식 경기에서 선수들이 " 만나는 상대마다 그들을 잘 나타낼 국가 상징색으로 된 줄무늬가 있는 유니폼"을 입기로 결정하였다. 첫 공식 경기에서, 국가대표팀은 평범한 적색 유니폼을 입었고, 짧은 기간 동안 적색과 황색, 흑색의 가로 삼색 줄무늬 유니폼을 입는 실험 끝에, 본래의 적색 유니폼으로 회귀하였다.
원정 유니폼은 대체로 백색이나 흑색을 주로 사용하였고, 유니폼에 삼색기를 응용한 무늬를 넣곤 했다. 1970년, 후탈스 감독은 전통적인 적색 유니폼을 사용하는 대신에 상, 하의, 양말이 모두 흰색인 원정 유니폼을 사용하기를 원하였고, 저녁 경기에도 선수들이 잘 보이게 하고 싶었다. 이 유니폼 조합은 잔여 1970년대동안 사용되었고, 한동안 하얀 악마(De Witte Duivels / Les Diables Blancs) 가 되기도 했다. 2014년에 들어, 써드킷이 출시되었는데, 상, 하의, 양말이 모두 황색이었다.

### 문양

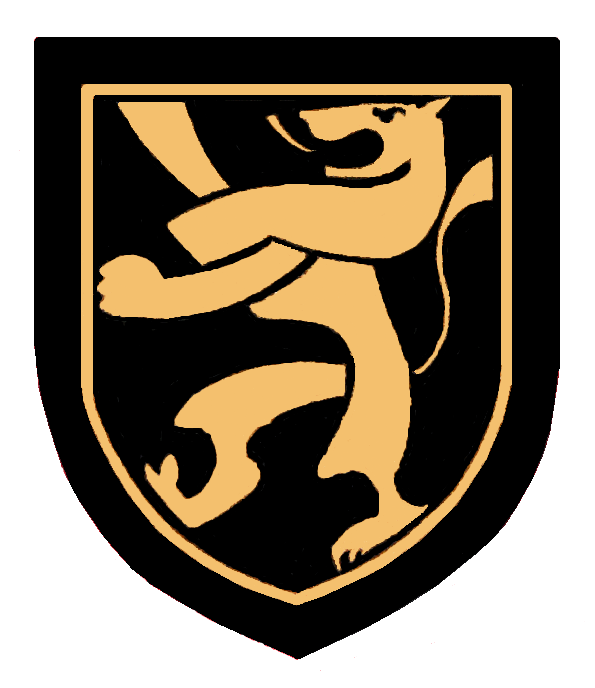
벨기에의 구 (舊) 사자 문양

초창기에 유니폼의 심장부쪽에 벨기에의 국장으로부터 유래한 흑색 방패 안의 금색 사자가 위치했다. 1981년을 기점으로, 협회 문장이 구 사자 문장을 대체하여, 현재까지 이어지고 있다.

### 유니폼 변천사
위키미디어 공용에 벨기에 축구 국가대표팀 유니폼 관련 미디어 자료가 있습니다.

#### 유니폼 제작사
6개의 유니폼 제조사가 공식적으로 유니폼 계약을 체결하였었다:
| # | 기간        | 유니폼 제조사 |
| - | ----------- | ------------- |
| 1 | 1970년대 초 | 엄브로        |
| 2 | 1974–1980   | 아디다스      |
| 3 | 1981–1982   | 애드미럴      |
| 4 | 1982–1991   | 아디다스      |
| 5 | 1992–1999   | 디아도라      |
| 6 | 1999–2010   | 나이키        |
| 7 | 2010–2014   | 부르다        |
| 8 | 2014–현재   | 아디다스      |

아디다스가 UEFA 유로 2016 예선을 앞두고 공개된 새 유니폼이 기본 유니폼과 동일한 디자인에 벨기에 협회 로고만 붙어있는 형태여서, 디자이너들의 유니폼 제작 성의에 대한 논란이 야기되었다.

## 홈구장
지금까지 벨기에 국가대표팀은 11개 도시의 23개 홈구장에서 홈경기를 치렀다. 대부분의 홈경기는 브뤼셀에 위치한 50,122석의 다목적 국립경기장인 보두앵 국왕 경기장이었다. 지역 행사 외에도 여덟 차례 유러피언컵과 UEFA컵위너스컵 결승전이 열렸고, 6번의 UEFA 유럽 축구 선수권 대회 경기도 열렸다.
1930년 개장 당시 명칭은 100주년 경기장 (프랑스어: Stade du Centenaire / 네덜란드어: Jubelstadion) 이었고, 비공식 저지대국 더비를 보기 위해 이 거대한 경기장에 70,000명이 넘게 입장하기도 했다. 1946년에 헤이젤 경기장 (프랑스어: Stade du Heysel / 네덜란드어: Heizelstadion)으로 개칭되었으나, 1985년엔 훌리건들이 건물을 파손한 것으로 인해 헤이젤 참사로 이어졌다. 이 참사는 과감한 구조적 변화로 이어지게 됐고 10년간의 리모델링 공사 후, 현대화된 경기장은 1995년에 보두앵 전 국왕의 이름을 따 개칭되었다.

### 훈련 구장
국가대표팀 홈 경기를 앞두고, 마지막 훈련 세션만 홈구장에서 치러진다: 2007년을 기점으로 대부분의 훈련은 튀비즈의 국립 축구 센터에서 진행된다.

## 라이벌전

### 저지대국 더비

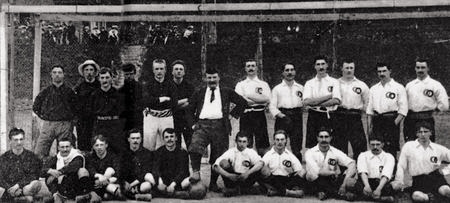
1904년, 벨기에 (왼쪽) 와 프랑스 양팀의 공식 데뷔전 사진

벨기에는 네덜란드와 강력한 라이벌 관계를 지닌 것으로 알려져 있으며, 축구에서도 예외는 아니다. 이는 양팀의 공유하는 오랜 역사를 통해 설명되며, 축구의 경우에도 양국 모두 오랜 기간 열정을 공유하기도 했다. 벨기에와 네덜란드간의 국제 스포츠 경기에서, 특히 붉은 악마와 오라녜간의 축구 경기는 저지대국 더비로도 불렸다. 양국이 밀접한 관계를 지님에 따라, 두 팀간의 맞대결은 적대적인 환경을 조성하지는 않으나, 대체적으로 친선전에서 조차 매우 팽팽한 분위기 속에 진행된다.
1901년에 벌어진 첫 비공식 경기에서 잉글랜드인 4명이 조화된 벨기에 팀이 8-0 대승을 거두었다. 이어지는 3차례의 비공식 맞대결에서도 벨기에가 승리하였다. 두 팀간의 첫 공식 맞대결은 1905년에 있었는데, 이때에도 벨기에는 잉글랜드인 수문장을 보유하고 있었고, 연장전 후에 네덜란드가 4-1 승리를 거두었다. 1년 후, 벨기에는 첫 공식 더비전 승리를 5-0으로 장식하였다. 양국은 1905년부터 1964년까지 세계대전 기간을 제외하고 격년으로 친선전을 치렀다. 현재까지 두 팀은 125번의 공식 경기를 치렀다. 저지대의 양국은 주요 대회의 대진을 통해 18번 만났을 뿐만 아니라 최소 35번의 친선 컵대회 맞대결을 벌였다. 양팀간의 전적에서 현재 네덜란드가 앞서고 있다: 오라녜가 55승을 거두었고, 붉은 악마가 41승을 거두었다.
이러한 스포츠에서의 끝이 없는 라이벌 관계를 떠나서, 벨기에와 네덜란드 협회는 다양한 활동을 협동 추진하고 있다. 1925년부터 1932년까지 양팀은 4번의 비공식 경기를 치러 자선 활동을 벌였고, FIFA와 벨기에 올림픽 위원회, 최근의 국제 무대에서는 양 협회가 협력하여 최종적으로 개최에 성공한 UEFA 유로 2000과 성공하지 못한 2018년 FIFA 월드컵의 유치전을 벌였다. 양국의 여자 축구 1부 리그는 통합되어 2012년부터 2015년까지 베네리그를 조직하였다.

### 공감의 경기
벨기에와 프랑스간의 경기는 역사적인 순간이었다. 1904년, 양국간의 첫 대결은 양국 모두에게 첫 공식 경기였고, 동시에 유럽 대륙 전체에서 두 독립 국가간의 첫 공식 경기였다. 역사적으로, 양팀은 수 차례 맞붙었다: 1970년까지 양팀은 거의 매년마다 만났었다. 벨기에는 프랑스가 국제대회에서 가장 자주 만난 상대이기도 하며, 양국간 총 73번의 공식 경기를 벌였다. 전체적인 양팀 전적에서는 붉은 악마가 30승으로 앞서 있는 반면, 파란 군단 (Les Bleus) 은 24번의 맞대결에서 승리했었다.

## 스태프진
20명이 넘는 스태프진들이 선수들과 함께하며, 다음은 주요 스태프진들의 목록이다:
| 기술진        | 기술진               |
| 지위          | 성명                 |
| ------------- | -------------------- |
| 감독          | 뤼디 가르시아        |
| 수석 코치     |                      |
| 골키퍼 코치   | 에르빈 레먼스        |
| 피트니스 코치 | 마리오 인나우라토    |
| 비디오 분석가 | 헤르만 더 란트셰이르 |
| 팀 매니저     | 피트 에라우브        |

| 의료진      | 의료진                                              |
| 지위        | 성명                                                |
| ----------- | --------------------------------------------------- |
| 팀 닥터     | 크리스 판 크롬브뤼허 헤이르트 더클러르크            |
| 물리치료사  | 베르나르 방드벨드 헤이르트 네이링크 디미트리 로웨트 |
| 발병 전문가 | 요 더베이저                                         |
| 영양사      | 니콜라 파라스케보풀로스                             |

## 선수

### 현재 선수 명단
다음 25인의 선수들은 2024년 3월 23일  잉글랜드와 3월 26일  아일랜드와의 친선 경기에 참가한 선수 명단이다.
출장 및 득점 기록은 2023년 11월 19일  아제르바이잔과의 경기 후 기준으로 되어 있다.
| 번호 | 위치 | 선수                   | 생년월일 (나이)        | 출전 | 득점 | 소속                |
| ---- | ---- | ---------------------- | ---------------------- | ---- | ---- | ------------------- |
| 1    | GK   | 아르노 보다르          | 1998년 3월 11일(27세)  | 0    | 0    | 스탕다르 리에주     |
| 12   | GK   | 쿤 카스테일스          | 1992년 6월 25일(33세)  | 8    | 0    | VfL 볼프스부르크    |
| 13   | GK   | 마츠 셀스              | 1992년 2월 26일(33세)  | 6    | 0    | 노팅엄 포레스트     |
| 24   | GK   | 토마스 카민스키        | 1992년 10월 23일(32세) | 0    | 0    | 루턴 타운           |
|      |      |                        |                        |      |      |                     |
| 2    | DF   | 제노 데바스트          | 2003년 10월 24일(21세) | 5    | 0    | 안데를레흐트        |
| 3    | DF   | 아르튀르 테아트        | 2000년 5월 25일(25세)  | 14   | 0    | 렌                  |
| 4    | DF   | 바우트 파스            | 1998년 4월 3일(27세)   | 11   | 0    | 레스터 시티         |
| 5    | DF   | 얀 페르통언            | 1987년 4월 24일(38세)  | 153  | 10   | 안데를레흐트        |
| 15   | DF   | 토마 뫼니에            | 1991년 9월 12일(33세)  | 62   | 8    | 트라브존스포르      |
| 19   | DF   | 올리비에 드망          | 2000년 4월 6일(25세)   | 2    | 0    | 베르더 브레멘       |
| 21   | DF   | 티모티 카스타뉴        | 1995년 12월 5일(29세)  | 39   | 2    | 풀럼                |
| 25   | DF   | 코니 더 빈터르         | 2002년 6월 12일(23세)  | 0    | 0    | 제노아              |
|      |      |                        |                        |      |      |                     |
| 6    | MF   | 아마두 오나나          | 2001년 8월 16일(23세)  | 9    | 0    | 에버턴              |
| 8    | MF   | 유리 틸레만스          | 1997년 5월 7일(28세)   | 65   | 5    | 애스턴 빌라         |
| 16   | MF   | 아스터 브랑크스        | 2002년 10월 4일(22세)  | 4    | 0    | VfL 볼프스부르크    |
| 18   | MF   | 오렐 망갈라            | 1998년 3월 18일(27세)  | 12   | 0    | 리옹                |
| 20   | MF   | 아르투르 베르미렌      | 2005년 2월 7일(20세)   | 2    | 0    | 아틀레티코 마드리드 |
| 22   | MF   | 샤를 드 케텔라에       | 2001년 3월 10일(24세)  | 14   | 2    | 아탈란타            |
|      |      |                        |                        |      |      |                     |
| 7    | FW   | 제레미 도쿠            | 2002년 5월 27일(23세)  | 18   | 2    | 맨체스터 시티       |
| 9    | FW   | 레안드로 트로사르      | 1994년 12월 4일(30세)  | 30   | 7    | 아스널              |
| 10   | FW   | 로멜루 루카쿠 (부주장) | 1993년 5월 13일(32세)  | 113  | 83   | 로마                |
| 11   | FW   | 요한 바카요코          | 2003년 4월 20일(22세)  | 9    | 1    | PSV                 |
| 14   | FW   | 도디 루케바키오        | 1997년 9월 24일(27세)  | 12   | 2    | 세비야              |
| 17   | FW   | 로이스 오펜다          | 2000년 2월 16일(25세)  | 14   | 2    | RB 라이프치히       |
| 23   | FW   | 미키 바추아이          | 1993년 10월 2일(31세)  | 53   | 27   | 페네르바흐체        |

### 최근 차출된 선수
다음 선수들은 최근 12개월 사이 벨기에 국가대표팀 선수단에 차출되었으나, 현 선수단의 일원이 아니다.
| 위치 | 선수                    | 생년월일 (나이)       | 출전 | 득점 | 소속             | 최근 소집                        |
| ---- | ----------------------- | --------------------- | ---- | ---- | ---------------- | -------------------------------- |
| GK   | 티보 쿠르투아 (부주장)  | 1992년 5월 11일(33세) | 102  | 0    | 레알 마드리드    | 2023년 6월 20일, 에스토니아전    |
|      |                         |                       |      |      |                  |                                  |
| DF   | 아민 알다킬             | 2002년 3월 6일(23세)  | 4    | 0    | 번리             | 2023년 11월 19일, 아제르바이잔전 |
| DF   | 조르네 스필리어스       | 2005년 1월 21일(20세) | 0    | 0    | 클뤼프 브뤼허    | 2023년 11월 19일, 아제르바이잔전 |
| DF   | 진호 판회스던           | 1999년 7월 29일(26세) | 1    | 0    | 스탕다르 리에주  | 2023년 11월 15일, 세르비아전부   |
| DF   | 위고 시케               | 2002년 7월 9일(23세)  | 1    | 0    | 세르클러 브뤼허  | 2023년 9월 12일, 에스토니아전    |
| DF   | 세바스티안 보르나우     | 1999년 3월 22일(26세) | 4    | 0    | VfL 볼프스부르크 | 2023년 6월 20일, 에스토니아전    |
|      |                         |                       |      |      |                  |                                  |
| MF   | 야니크 카라스코         | 1993년 9월 4일(31세)  | 72   | 11   | 알샤바브         | 2023년 11월 19일, 아제르바이잔전 |
| MF   | 알렉시스 살레마커르스   | 1999년 6월 27일(26세) | 12   | 1    | 볼로냐           | 2023년 11월 19일, 아제르바이잔전 |
| MF   | 만델라 케이타           | 2002년 5월 10일(23세) | 1    | 0    | 앤트워프         | 2023년 10월 16일, 스웨덴전       |
| MF   | 한스 파나컨             | 1992년 8월 24일(32세) | 23   | 5    | 클뤼프 브뤼허    | 2023년 6월 20일, 에스토니아전    |
| MF   | 마이크 트레소르         | 1999년 5월 28일(26세) | 2    | 0    | 번리             | 2023년 6월 20일, 에스토니아전    |
| MF   | 레안더르 덴동커르       | 1995년 4월 15일(30세) | 32   | 1    | 나폴리           | 2023년 6월 20일, 에스토니아전부  |
| MF   | 케빈 더 브라위너 (주장) | 1991년 6월 28일(34세) | 99   | 26   | 나폴리           | 2023년 6월 17일, 오스트리아전부  |
| MF   | 데니스 프라트           | 1994년 5월 14일(31세) | 15   | 2    | 레스터 시티      | 2023년 3월 28일, 독일전          |
| MF   | 로메오 라비아           | 2004년 1월 6일(21세)  | 1    | 0    | 첼시             | 2023년 3월 28일, 독일전          |
|      |                         |                       |      |      |                  |                                  |

범례
부: 부상으로 선수단에서 제외 

은: 국가대표팀 은퇴 

징: 징계로 차출되지 않음 

예: 예비 명단에 포함

### 역대 국제대회 스쿼드
| FIFA 월드컵 스쿼드 - 1930년 FIFA 월드컵 스쿼드 - 1934년 FIFA 월드컵 스쿼드 - 1938년 FIFA 월드컵 스쿼드 - 1954년 FIFA 월드컵 스쿼드 - 1970년 FIFA 월드컵 스쿼드 - 1982년 FIFA 월드컵 스쿼드 - 1986년 FIFA 월드컵 스쿼드 - 1990년 FIFA 월드컵 스쿼드 - 1994년 FIFA 월드컵 스쿼드 - 1998년 FIFA 월드컵 스쿼드 - 2002년 FIFA 월드컵 스쿼드 - 2014년 FIFA 월드컵 스쿼드 - 2018년 FIFA 월드컵 스쿼드 - 2022년 FIFA 월드컵 스쿼드 | UEFA 유럽 축구 선수권 대회 스쿼드 - UEFA 유로 1972 스쿼드 - UEFA 유로 1980 스쿼드 - UEFA 유로 1984 스쿼드 - UEFA 유로 2000 스쿼드 - UEFA 유로 2016 스쿼드 - UEFA 유로 2020 스쿼드 | 하계 올림픽 스쿼드 - 1900년 하계 올림픽 스쿼드 - 1920년 하계 올림픽 스쿼드 - 1924년 하계 올림픽 스쿼드 - 2008년 하계 올림픽 스쿼드 |

## 결과 및 일정
다음 경기는 지난 1년간 치러진 경기의 목록이다. 더 이전 경기들의 결과 목록은 결과 요약 문서에서 확인할 수 있다.

### 2023년
| UEFA 유로 2024 예선 F조 2023년 3월 24일 | 스웨덴 | 0 - 3 | 벨기에               | 스웨덴, 솔나                                                         |  |  |
| 20:45                                   |        |       | 루카쿠 35′, 49′, 83′ | 경기장: 프렌즈 아레나 관중 수: 49,296 심판: 오렐 그린펠드 (이스라엘) |  |  |
|                                         |        |       |                      |                                                                      |  |  |

| 친선 경기 2023년 3월 28일 | 독일                                 | 2 - 3 | 벨기에                                    | 독일, 쾰른                                                              |  |  |
| 19:45                     | 퓔크루크 44′ (페널티) · 그나브리 87′ |       | 카라스코 6′ · 루카쿠 9′ · 더 브라위너 78′ | 경기장: 라인에네르기슈타디온 관중 수: 42,910 심판: 윌리 들라조 (프랑스) |  |  |
|                           |                                      |       |                                           |                                                                         |  |  |

| UEFA 유로 2024 예선 F조 2023년 6월 17일 | 벨기에     | 1 - 1 | 오스트리아     | 벨기에, 브뤼셀                                                          |  |  |
| 20:45                                   | 루카쿠 61′ |       | 그레고리치 21′ | 경기장: 보두앵 국왕 경기장 관중 수: 39,237 심판: 제롬 브리사르 (프랑스) |  |  |
|                                         |            |       |                |                                                                         |  |  |

| UEFA 유로 2024 예선 F조 2023년 6월 20일 | 에스토니아 | 0 - 3 | 벨기에                         | 에스토니아, 탈린                                                     |  |  |
| 20:45                                   |            |       | 루카쿠 37′, 40′ · 바카요코 90′ | 경기장: A. 레 코크 아레나 관중 수: 11,772 심판: 존 비튼 (스코틀랜드) |  |  |
|                                         |            |       |                                |                                                                      |  |  |

| UEFA 유로 2024 예선 F조 2023년 9월 9일 | 아제르바이잔 | 0 - 1 | 벨기에       | 아제르바이잔, 바쿠                                                    |  |  |
| 15:00                                  |              |       | 카라스코 38′ | 경기장: 달가 아레나 관중 수: 4,500 심판: 네나드 미나코비치 (세르비아) |  |  |
|                                        |              |       |              |                                                                       |  |  |

| UEFA 유로 2024 예선 F조 2023년 9월 12일 | 벨기에                                                         | 5 - 0 | 에스토니아 | 벨기에, 브뤼셀                                                                  |  |  |
| 20:45                                   | 페르통언 4′ · 트로사르 18′ · 루카쿠 56′, 58′ · 드 케텔라에 88′ |       |            | 경기장: 보두앵 국왕 경기장 관중 수: 24,127 심판: 바르토시 프란코프스키 (폴란드) |  |  |
|                                         |                                                                |       |            |                                                                                 |  |  |

| UEFA 유로 2024 예선 F조 2023년 10월 13일 | 오스트리아                       | 2 - 3 | 벨기에                           | 오스트리아, 빈                                                                 |  |  |
| 20:45                                    | 라이머 72′ · 자비처 84′ (페널티) |       | 루케바키오 12′, 55′ · 루카쿠 58′ | 경기장: 에른스트 하펠 슈타디온 관중 수: 47,000 심판: 헤수스 힐 만사노 (스페인) |  |  |
|                                          |                                  |       |                                  |                                                                                |  |  |

| UEFA 유로 2024 예선 F조 2023년 10월 16일 | 벨기에              | 1 - 1 (경기 중단) | 스웨덴       | 벨기에, 브뤼셀                                                  |  |  |
| 20:45                                    | 루카쿠 31′ (페널티) |                   | 요케레시 15′ | 경기장: 보두앵 국왕 경기장 심판: 마우리치오 마리아니 (이탈리아) |  |  |
|                                          |                     |                   |              |                                                                 |  |  |

| 친선 경기 2023년 11월 15일 | 벨기에      | 1 - 0 | 세르비아 | 벨기에, 뢰번                                       |  |  |
| 20:45                      | 카라스코 2′ |       |          | 경기장: 덴 드레이프 심판: 마리안 바르부 (루마니아) |  |  |
|                            |             |       |          |                                                    |  |  |

| UEFA 유로 2024 예선 F조 2023년 11월 19일 | 벨기에                                   | 5 - 0 | 아제르바이잔 | 벨기에, 브뤼셀                                                          |  |  |
| 18:00                                    | 루카쿠 17′, 26′, 30′, 37′ · 트로사르 90′ |       |              | 경기장: 보두앵 국왕 경기장 관중 수: 30,276 심판: 보가르 게르괴 (헝가리) |  |  |
|                                          |                                          |       |              |                                                                         |  |  |

## 국제대회 기록

### FIFA 월드컵
벨기에는 처음 5차례의 FIFA 월드컵 본선에 들어 1라운드에서 생존하지 못하여 성공을 거두지 못했다. 1930년의 초대 FIFA 월드컵에서 득점 없이 2패를 당한 후, 1934년과 1938년 대회에서는 득점을 올리긴 했으나, 승리하지 못하였다. 1954년 대회에서는 잉글랜드와 무승부 (연장전 후 4-4로 비김)를 거두어 첫 승점을 수확하였고, 1970년 대회에서는 엘살바도르 (3-0)를 상대로 첫 승리를 거두었다.

1930년, 미국과 벨기에간의 양팀 FIFA 월드컵 데뷔전.

1982년부터 2002년까지, 벨기에는 FIFA 월드컵 본선에 6대회 연속으로 예선을 통과해 진출하였고, 2라운드에 5번 올라갔다. 1982년 FIFA 월드컵 개막전에서, 벨기에는 전 대회 우승팀 아르헨티나를 상대로 1-0으로 이겨 이정표를 세웠다. 그러나, 벨기에는 2차 조별리그에서 폴란드의 즈비그니에프 보니에크에게 해트트릭을 허용하고, 소비에트 연방에 0-1로 패해 탈락하였다. 4년 후의 1986년 FIFA 월드컵 대회에서는 역대 최고 FIFA 월드컵 성적인 4위를 거두었다. 토너먼트전에서 소비에트 연방에 비해 전력이 밀리는 벨기에는 연장전 끝에 소련에 4-3 승리를 거두었다. 이후 8강전에서는 스페인을 상대로 1-1로 비긴 후 승부차기에서 승리를 거두었으나, 나중에 우승을 차지하는 아르헨티나와의 준결승전에서 0-2로 패하였다. 1990년 FIFA 월드컵에서 벨기에는 잉글랜드와 16강에서 만났다. 벨기에는 경기를 지배하였고, 엔조 시포가 골대를 두번이나 강타하였으나, 연장전 막판에 데이비드 플랫의 "사각" 발리슛을 헌납해 패하였다. 1994년 대회에서도 벨기에는 전 대회 우승팀 독일에게 2-3으로 패해 또다시 16강에서 탈락하였다. 1998년 대회의 조별 리그에서 3무를 거둔 벨기에는 16강 진출이 좌절되었다. 2002년 FIFA 월드컵에서도 처음 두 경기를 비기며 부진하게 시작하였으나, 러시아와의 결정적인 최종전에서 3-2 승리르 거두었다. 16강에서, 벨기에는 나중에 우승을 차지하는 브라질에게 패하였다. 마르크 빌모츠의 헤딩 선제골이 호케 주니오르의 "유령 파울"에 취소된 후, 브라질에게 0-2 패배를 당하였다.
2014년 대회에서, 벨기에는 3전전승을 거둔 팀들 중에 골득실차가 가장 적었다. 그 후로, 벨기에는 미국과 흥미로운 16강 경기를 벌였고, 이 과정에서 팀 하워드 미국 수문장이 15번의 선방을 기록하였다. 그러나 이에 개의치 않고, 붉은 악마는 미국을 상대로 연장전 끝에 2-1로 이겼다. 팽팽한 8강전에서, 벨기에는 아르헨티나에게 0-1로 패해 탈락하였다.
2018년 월드컵에서는 벨기에는 조별예선에서 튀니지, 파나마, 잉글랜드를 꺾고 조 1위로 16강에 오르고 16강에서 일본에 3대2의 대역전승을, 8강에서 브라질에 2대1승리, 4강전에서는 프랑스에 0대1로 패했으나 32년만에 월드컵 4강이라는 성적으로 신기록을 세웠으며 3-4위전에서 잉글랜드를 2대0으로 완파하며 월드컵 3위라는 성과를 얻고 귀국했다.
| FIFA 월드컵 본선 기록 | FIFA 월드컵 본선 기록        | FIFA 월드컵 본선 기록        | FIFA 월드컵 본선 기록        | FIFA 월드컵 본선 기록        | FIFA 월드컵 본선 기록        | FIFA 월드컵 본선 기록        | FIFA 월드컵 본선 기록        | FIFA 월드컵 본선 기록        | FIFA 월드컵 본선 기록        | FIFA 월드컵 예선 기록                   | FIFA 월드컵 예선 기록                   | FIFA 월드컵 예선 기록                   | FIFA 월드컵 예선 기록                   | FIFA 월드컵 예선 기록                   | FIFA 월드컵 예선 기록                   | FIFA 월드컵 예선 기록                   |
| 년도                  | 결과                         | 순위                         | 경기                         | 승                           | 무*                          | 패                           | 득점                         | 실점                         | 승점                         | 경기                                    | 승                                      | 무*                                     | 패                                      | 득점                                    | 실점                                    | 승점                                    |
| --------------------- | ---------------------------- | ---------------------------- | ---------------------------- | ---------------------------- | ---------------------------- | ---------------------------- | ---------------------------- | ---------------------------- | ---------------------------- | --------------------------------------- | --------------------------------------- | --------------------------------------- | --------------------------------------- | --------------------------------------- | --------------------------------------- | --------------------------------------- |
| 1930년                | 조별리그                     | 11위                         | 2                            | 0                            | 0                            | 2                            | 0                            | 4                            | 0                            | 자동참가                                | 자동참가                                | 자동참가                                | 자동참가                                | 자동참가                                | 자동참가                                | 자동참가                                |
| 1934년                | 1라운드                      | 15위                         | 1                            | 0                            | 0                            | 1                            | 2                            | 5                            | 0                            | 2                                       | 0                                       | 1                                       | 1                                       | 6                                       | 8                                       | 1                                       |
| 1938년                | 1라운드                      | 13위                         | 1                            | 0                            | 0                            | 1                            | 1                            | 3                            | 0                            | 2                                       | 1                                       | 1                                       | 0                                       | 4                                       | 3                                       | 4                                       |
| 1950년                | 불참                         | 불참                         | 불참                         | 불참                         | 불참                         | 불참                         | 불참                         | 불참                         | 불참                         | 불참                                    | 불참                                    | 불참                                    | 불참                                    | 불참                                    | 불참                                    | 불참                                    |
| 1954년                | 조별리그                     | 12위                         | 2                            | 0                            | 1                            | 1                            | 6                            | 8                            | 1                            | 4                                       | 3                                       | 1                                       | 0                                       | 11                                      | 6                                       | 10                                      |
| 1958년                | 예선 탈락                    | 예선 탈락                    | 예선 탈락                    | 예선 탈락                    | 예선 탈락                    | 예선 탈락                    | 예선 탈락                    | 예선 탈락                    | 예선 탈락                    | 4                                       | 2                                       | 1                                       | 1                                       | 16                                      | 11                                      | 7                                       |
| 1962년                | 예선 탈락                    | 예선 탈락                    | 예선 탈락                    | 예선 탈락                    | 예선 탈락                    | 예선 탈락                    | 예선 탈락                    | 예선 탈락                    | 예선 탈락                    | 4                                       | 0                                       | 0                                       | 4                                       | 3                                       | 10                                      | 0                                       |
| 1966년                | 예선 탈락                    | 예선 탈락                    | 예선 탈락                    | 예선 탈락                    | 예선 탈락                    | 예선 탈락                    | 예선 탈락                    | 예선 탈락                    | 예선 탈락                    | 5                                       | 3                                       | 0                                       | 2                                       | 12                                      | 5                                       | 9                                       |
| 1970년                | 조별리그                     | 10위                         | 3                            | 1                            | 0                            | 2                            | 4                            | 5                            | 3                            | 6                                       | 4                                       | 1                                       | 1                                       | 14                                      | 8                                       | 13                                      |
| 1974년                | 예선 탈락                    | 예선 탈락                    | 예선 탈락                    | 예선 탈락                    | 예선 탈락                    | 예선 탈락                    | 예선 탈락                    | 예선 탈락                    | 예선 탈락                    | 6                                       | 4                                       | 2                                       | 0                                       | 12                                      | 0                                       | 14                                      |
| 1978년                | 예선 탈락                    | 예선 탈락                    | 예선 탈락                    | 예선 탈락                    | 예선 탈락                    | 예선 탈락                    | 예선 탈락                    | 예선 탈락                    | 예선 탈락                    | 6                                       | 3                                       | 0                                       | 3                                       | 7                                       | 6                                       | 9                                       |
| 1982년                | 2라운드                      | 10위                         | 5                            | 2                            | 1                            | 2                            | 3                            | 5                            | 7                            | 8                                       | 5                                       | 1                                       | 2                                       | 12                                      | 9                                       | 16                                      |
| 1986년                | 4강                          | 4위                          | 7                            | 2                            | 2                            | 3                            | 12                           | 15                           | 8                            | 8                                       | 4                                       | 2                                       | 2                                       | 9                                       | 5                                       | 14                                      |
| 1990년                | 16강                         | 11위                         | 4                            | 2                            | 0                            | 2                            | 6                            | 4                            | 6                            | 8                                       | 4                                       | 4                                       | 0                                       | 15                                      | 5                                       | 16                                      |
| 1994년                | 16강                         | 11위                         | 4                            | 2                            | 0                            | 2                            | 4                            | 4                            | 6                            | 10                                      | 7                                       | 1                                       | 2                                       | 16                                      | 5                                       | 22                                      |
| 1998년                | 조별리그                     | 19위                         | 3                            | 0                            | 3                            | 0                            | 3                            | 3                            | 3                            | 10                                      | 7                                       | 1                                       | 2                                       | 23                                      | 13                                      | 22                                      |
| 2002년                | 16강                         | 14위                         | 4                            | 1                            | 2                            | 1                            | 6                            | 7                            | 5                            | 10                                      | 7                                       | 2                                       | 1                                       | 27                                      | 6                                       | 23                                      |
| 2006년                | 예선 탈락                    | 예선 탈락                    | 예선 탈락                    | 예선 탈락                    | 예선 탈락                    | 예선 탈락                    | 예선 탈락                    | 예선 탈락                    | 예선 탈락                    | 10                                      | 3                                       | 3                                       | 4                                       | 16                                      | 11                                      | 12                                      |
| 2010년                | 예선 탈락                    | 예선 탈락                    | 예선 탈락                    | 예선 탈락                    | 예선 탈락                    | 예선 탈락                    | 예선 탈락                    | 예선 탈락                    | 예선 탈락                    | 10                                      | 3                                       | 1                                       | 6                                       | 13                                      | 20                                      | 10                                      |
| 2014년                | 8강                          | 6위                          | 5                            | 4                            | 0                            | 1                            | 6                            | 3                            | 12                           | 10                                      | 8                                       | 2                                       | 0                                       | 18                                      | 4                                       | 26                                      |
| 2018년                | 4강                          | 3위                          | 7                            | 6                            | 0                            | 1                            | 16                           | 6                            | 18                           | 10                                      | 9                                       | 1                                       | 0                                       | 43                                      | 6                                       | 28                                      |
| 2022년                | 조별리그                     | 23위                         | 3                            | 1                            | 1                            | 1                            | 1                            | 2                            | 4                            | 8                                       | 6                                       | 2                                       | 0                                       | 25                                      | 6                                       | 20                                      |
| 합계                  | 14회 진출(14/22)             | 4강(3위 1회, 4위 1회)        | 51                           | 21                           | 10                           | 20                           | 69                           | 74                           | 73                           | 133                                     | 77                                      | 25                                      | 31                                      | 277                                     | 141                                     | 256                                     |
| 순위                  | FIFA 월드컵 역대 순위 : 11위 | FIFA 월드컵 역대 순위 : 11위 | FIFA 월드컵 역대 순위 : 11위 | FIFA 월드컵 역대 순위 : 11위 | FIFA 월드컵 역대 순위 : 11위 | FIFA 월드컵 역대 순위 : 11위 | FIFA 월드컵 역대 순위 : 11위 | FIFA 월드컵 역대 순위 : 11위 | FIFA 월드컵 역대 순위 : 11위 | 월드컵 예선 승점 순위 : 13위 (유럽 6위) | 월드컵 예선 승점 순위 : 13위 (유럽 6위) | 월드컵 예선 승점 순위 : 13위 (유럽 6위) | 월드컵 예선 승점 순위 : 13위 (유럽 6위) | 월드컵 예선 승점 순위 : 13위 (유럽 6위) | 월드컵 예선 승점 순위 : 13위 (유럽 6위) | 월드컵 예선 승점 순위 : 13위 (유럽 6위) |

| FIFA 월드컵 경기 목록 | FIFA 월드컵 경기 목록 | FIFA 월드컵 경기 목록 | FIFA 월드컵 경기 목록 | FIFA 월드컵 경기 목록 |
| --------------------- | --------------------- | --------------------- | --------------------- | --------------------- |
| 년도                  | 순위                  | 상대                  | 점수                  | 결과                  |
| 1930년                | 1라운드               | 미국                  | 0–3                   | 패                    |
| 1930년                | 1라운드               | 파라과이              | 0–1                   | 패                    |
| 1934년                | 1라운드               | 독일                  | 2–5                   | 패                    |
| 1938년                | 1라운드               | 프랑스                | 1–3                   | 패                    |
| 1954년                | 조별 리그             | 잉글랜드              | 4–4 (a.e.t.)          | 무                    |
| 1954년                | 조별 리그             | 이탈리아              | 1–4                   | 패                    |
| 1970년                | 조별 리그             | 엘살바도르            | 3–0                   | 승                    |
| 1970년                | 조별 리그             | 소련                  | 1–4                   | 패                    |
| 1970년                | 조별 리그             | 멕시코                | 0–1                   | 패                    |
| 1982년                | 1차 조별 리그         | 아르헨티나            | 1–0                   | 승                    |
| 1982년                | 1차 조별 리그         | 엘살바도르            | 1–0                   | 승                    |
| 1982년                | 1차 조별 리그         | 헝가리                | 1–1                   | 무                    |
| 1982년                | 2차 조별 리그         | 폴란드                | 0–3                   | 패                    |
| 1982년                | 2차 조별 리그         | 소련                  | 0–1                   | 패                    |
| 1986년                | 조별 리그             | 멕시코                | 1–2                   | 패                    |
| 1986년                | 조별 리그             | 이라크                | 2–1                   | 승                    |
| 1986년                | 조별 리그             | 파라과이              | 2–2                   | 무                    |
| 1986년                | 16강                  | 소련                  | 4–3 (aet)             | 승                    |
| 1986년                | 8강                   | 스페인                | 1–1 5–4 (PSO)         | 무                    |
| 1986년                | 준결승                | 아르헨티나            | 0–2                   | 패                    |
| 1986년                | 3위 결정전            | 프랑스                | 2–4                   | 패                    |
| 1990년                | 조별 리그             | 대한민국              | 2–0                   | 승                    |
| 1990년                | 조별 리그             | 우루과이              | 3–1                   | 승                    |
| 1990년                | 조별 리그             | 스페인                | 1–2                   | 패                    |
| 1990년                | 16강                  | 잉글랜드              | 0–1 (aet)             | 패                    |
| 1994년                | 조별 리그             | 모로코                | 1–0                   | 승                    |
| 1994년                | 조별 리그             | 네덜란드              | 1–0                   | 승                    |
| 1994년                | 조별 리그             | 사우디아라비아        | 0–1                   | 패                    |
| 1994년                | 16강                  | 독일                  | 2–3                   | 패                    |
| 1998년                | 조별 리그             | 네덜란드              | 0–0                   | 무                    |
| 1998년                | 조별 리그             | 멕시코                | 2–2                   | 무                    |
| 1998년                | 조별 리그             | 대한민국              | 1–1                   | 무                    |
| 2002년                | 조별 리그             | 일본                  | 2–2                   | 무                    |
| 2002년                | 조별 리그             | 튀니지                | 1–1                   | 무                    |
| 2002년                | 조별 리그             | 러시아                | 3–2                   | 승                    |
| 2002년                | 16강                  | 브라질                | 0–2                   | 패                    |
| 2014년                | 조별 리그             | 알제리                | 2–1                   | 승                    |
| 2014년                | 조별 리그             | 러시아                | 1–0                   | 승                    |
| 2014년                | 조별 리그             | 대한민국              | 1–0                   | 승                    |
| 2014년                | 16강                  | 미국                  | 2–1                   | 승                    |
| 2014년                | 8강                   | 아르헨티나            | 0–1                   | 패                    |
| 2018년                | 조별 리그             | 파나마                | 3-0                   | 승                    |
| 2018년                | 조별 리그             | 튀니지                | 5-2                   | 승                    |
| 2018년                | 조별 리그             | 잉글랜드              | 1-0                   | 승                    |
| 2018년                | 16강                  | 일본                  | 3-2                   | 승                    |
| 2018년                | 8강                   | 브라질                | 2-1                   | 승                    |
| 2018년                | 준결승                | 프랑스                | 0–1                   | 패                    |
| 2018년                | 3위 결정전            | 잉글랜드              | 2-0                   | 승                    |
| 2022년                | 조별 리그             | 캐나다                | 1–0                   | 승                    |
| 2022년                | 조별 리그             | 모로코                | 0–2                   | 패                    |
| 2022년                | 조별 리그             | 크로아티아            | 0–0                   | 무                    |

### UEFA 유럽 축구 선수권 대회
벨기에의 UEFA 유럽 축구 선수권 대회 성적은 FIFA 월드컵 성적처럼 꾸준하지 않다. 벨기에는 2차례 대회를 개최했는데, 두번째 대회는 공동 개최였고, UEFA 유로 1972에서는 서독에게 1-2로 패한 후 헝가리에 2-1로 이겨 3위를 차지 (이 대회에서 벨기에는 개최국으로써 준결승전의 4팀 중 1팀으로 참가하였다.) 하였으며, 2000년 대회에서는 1라운드에 탈락하는 실망스러운 성적을 거두었다.
벨기에의 최고 성적은 논란의 여지 없이 이탈리아에서 열린 1980년 대회에서 깜짝 준우승을 차지한 것이다. 조 1위를 차지한 벨기에는 결승전에 진출해 서독을 상대하였다. 서독의 호르스트 흐루베슈에게 선제골을 허용한 후, 레네 판더레이컨이 페널티킥으로 경기를 연장전으로 끌고 가는 것으로 보였다. 정규 시간 종료 2분 전, 흐루베슈의 2번째 골로 독수리 군단 (Die Adler) 이 벨기에의 첫 유럽 대회 우승을 저지하였다.
UEFA 유로 1984에서 덴마크와 조별 리그 최종전을 벌여 2-0으로 앞서나갈 때만하도 다음 라운드 진출이 확실해 보였으나, 붉은 악마는 덴마크 다이너마이트 (Danish Dynamite)에게 2-3 역전패를 당하였다. 16년 후, 벨기에는 UEFA 유로 2000을 공동 개최하면서 유럽 최고의 대회에 다시 모습을 드러냈다. 스웨덴과의 1차전에서 2-1로 이긴 후, 이어지는 이탈리아와 터키와의 경기에서 연달아 0-2로 패해 8강 진출에 실패하였다. 이후 16년간 벨기에는 유로대회에 진출하지 못하는 부진을 겪은 후 유로 2016대회에서 16년만에 8강 토너먼트에 오르는데 성공했으나 웨일즈에 1-3의 패배를 당하고 8강에서 짐을 싸야 했다. 그 이후에도 유로 2020대회에서도 8강에서 이탈리아에 1-2의 패배를 당해 유로대회 2회연속 8강에서 패하는 쓴잔을 마셨다.
| UEFA 유로컵 본선 기록 | UEFA 유로컵 본선 기록                       | UEFA 유로컵 본선 기록                       | UEFA 유로컵 본선 기록                       | UEFA 유로컵 본선 기록                       | UEFA 유로컵 본선 기록                       | UEFA 유로컵 본선 기록                       | UEFA 유로컵 본선 기록                       | UEFA 유로컵 본선 기록                       | UEFA 유로컵 본선 기록                       | UEFA 유로컵 예선 기록     | UEFA 유로컵 예선 기록     | UEFA 유로컵 예선 기록     | UEFA 유로컵 예선 기록     | UEFA 유로컵 예선 기록     | UEFA 유로컵 예선 기록     | UEFA 유로컵 예선 기록     |
| 년도                  | 결과                                        | 순위                                        | 경기                                        | 승                                          | 무*                                         | 패                                          | 득점                                        | 실점                                        | 승점                                        | 경기                      | 승                        | 무*                       | 패                        | 득점                      | 실점                      | 승점                      |
| --------------------- | ------------------------------------------- | ------------------------------------------- | ------------------------------------------- | ------------------------------------------- | ------------------------------------------- | ------------------------------------------- | ------------------------------------------- | ------------------------------------------- | ------------------------------------------- | ------------------------- | ------------------------- | ------------------------- | ------------------------- | ------------------------- | ------------------------- | ------------------------- |
| 1960년                | 불참                                        | 불참                                        | 불참                                        | 불참                                        | 불참                                        | 불참                                        | 불참                                        | 불참                                        | 불참                                        | 불참                      | 불참                      | 불참                      | 불참                      | 불참                      | 불참                      | 불참                      |
| 1964년                | 예선 탈락                                   | 예선 탈락                                   | 예선 탈락                                   | 예선 탈락                                   | 예선 탈락                                   | 예선 탈락                                   | 예선 탈락                                   | 예선 탈락                                   | 예선 탈락                                   | 2                         | 0                         | 0                         | 2                         | 2                         | 4                         | 0                         |
| 1968년                | 예선 탈락                                   | 예선 탈락                                   | 예선 탈락                                   | 예선 탈락                                   | 예선 탈락                                   | 예선 탈락                                   | 예선 탈락                                   | 예선 탈락                                   | 예선 탈락                                   | 6                         | 3                         | 1                         | 2                         | 14                        | 9                         | 10                        |
| 1972년                | 4강                                         | 3위                                         | 2                                           | 1                                           | 0                                           | 1                                           | 3                                           | 3                                           | 3                                           | 8                         | 5                         | 2                         | 1                         | 13                        | 4                         | 17                        |
| 1976년                | 예선 탈락                                   | 예선 탈락                                   | 예선 탈락                                   | 예선 탈락                                   | 예선 탈락                                   | 예선 탈락                                   | 예선 탈락                                   | 예선 탈락                                   | 예선 탈락                                   | 8                         | 3                         | 2                         | 3                         | 7                         | 10                        | 11                        |
| 1980년                | 준우승                                      | 2위                                         | 4                                           | 1                                           | 2                                           | 1                                           | 4                                           | 4                                           | 5                                           | 8                         | 4                         | 4                         | 0                         | 12                        | 5                         | 16                        |
| 1984년                | 조별리그                                    | 6위                                         | 3                                           | 1                                           | 0                                           | 2                                           | 4                                           | 8                                           | 3                                           | 6                         | 4                         | 1                         | 1                         | 12                        | 8                         | 13                        |
| 1988년                | 예선 탈락                                   | 예선 탈락                                   | 예선 탈락                                   | 예선 탈락                                   | 예선 탈락                                   | 예선 탈락                                   | 예선 탈락                                   | 예선 탈락                                   | 예선 탈락                                   | 8                         | 3                         | 3                         | 2                         | 16                        | 8                         | 12                        |
| 1992년                | 예선 탈락                                   | 예선 탈락                                   | 예선 탈락                                   | 예선 탈락                                   | 예선 탈락                                   | 예선 탈락                                   | 예선 탈락                                   | 예선 탈락                                   | 예선 탈락                                   | 6                         | 2                         | 1                         | 3                         | 7                         | 6                         | 7                         |
| 1996년                | 예선 탈락                                   | 예선 탈락                                   | 예선 탈락                                   | 예선 탈락                                   | 예선 탈락                                   | 예선 탈락                                   | 예선 탈락                                   | 예선 탈락                                   | 예선 탈락                                   | 10                        | 4                         | 3                         | 3                         | 17                        | 13                        | 15                        |
| 2000년                | 조별리그                                    | 12위                                        | 3                                           | 1                                           | 0                                           | 2                                           | 2                                           | 5                                           | 3                                           | 자동참가(개최국)          | 자동참가(개최국)          | 자동참가(개최국)          | 자동참가(개최국)          | 자동참가(개최국)          | 자동참가(개최국)          | 자동참가(개최국)          |
| 2004년                | 예선 탈락                                   | 예선 탈락                                   | 예선 탈락                                   | 예선 탈락                                   | 예선 탈락                                   | 예선 탈락                                   | 예선 탈락                                   | 예선 탈락                                   | 예선 탈락                                   | 8                         | 5                         | 1                         | 2                         | 11                        | 9                         | 16                        |
| 2008년                | 예선 탈락                                   | 예선 탈락                                   | 예선 탈락                                   | 예선 탈락                                   | 예선 탈락                                   | 예선 탈락                                   | 예선 탈락                                   | 예선 탈락                                   | 예선 탈락                                   | 14                        | 5                         | 3                         | 6                         | 14                        | 16                        | 18                        |
| 2012년                | 예선 탈락                                   | 예선 탈락                                   | 예선 탈락                                   | 예선 탈락                                   | 예선 탈락                                   | 예선 탈락                                   | 예선 탈락                                   | 예선 탈락                                   | 예선 탈락                                   | 10                        | 4                         | 3                         | 3                         | 21                        | 15                        | 15                        |
| 2016년                | 8강                                         | 6위                                         | 5                                           | 3                                           | 0                                           | 2                                           | 9                                           | 5                                           | 9                                           | 10                        | 7                         | 2                         | 1                         | 24                        | 5                         | 23                        |
| 2020년                | 8강                                         | 5위                                         | 5                                           | 4                                           | 0                                           | 1                                           | 9                                           | 3                                           | 12                                          | 10                        | 10                        | 0                         | 0                         | 40                        | 3                         | 30                        |
| 2024년                | 16강                                        | 10위                                        | 4                                           | 1                                           | 1                                           | 2                                           | 2                                           | 2                                           | 4                                           | 8                         | 6                         | 5                         | 0                         | 22                        | 4                         | 20                        |
| 합계                  | 7회 진출(7/17)                              | 준우승(1회)                                 | 26                                          | 12                                          | 3                                           | 11                                          | 33                                          | 30                                          | 39                                          | 129                       | 71                        | 28                        | 30                        | 261                       | 120                       | 244                       |
| 순위                  | UEFA 유럽 축구 선수권 대회 역대 순위 : 11위 | UEFA 유럽 축구 선수권 대회 역대 순위 : 11위 | UEFA 유럽 축구 선수권 대회 역대 순위 : 11위 | UEFA 유럽 축구 선수권 대회 역대 순위 : 11위 | UEFA 유럽 축구 선수권 대회 역대 순위 : 11위 | UEFA 유럽 축구 선수권 대회 역대 순위 : 11위 | UEFA 유럽 축구 선수권 대회 역대 순위 : 11위 | UEFA 유럽 축구 선수권 대회 역대 순위 : 11위 | UEFA 유럽 축구 선수권 대회 역대 순위 : 11위 | 유로 예선 승점 순위: 18위 | 유로 예선 승점 순위: 18위 | 유로 예선 승점 순위: 18위 | 유로 예선 승점 순위: 18위 | 유로 예선 승점 순위: 18위 | 유로 예선 승점 순위: 18위 | 유로 예선 승점 순위: 18위 |

| UEFA 유럽 축구 선수권 대회 경기 목록 | UEFA 유럽 축구 선수권 대회 경기 목록 | UEFA 유럽 축구 선수권 대회 경기 목록 | UEFA 유럽 축구 선수권 대회 경기 목록 | UEFA 유럽 축구 선수권 대회 경기 목록 |
| 년도                                 | 순위                                 | 상대                                 | 점수                                 | 결과                                 |
| ------------------------------------ | ------------------------------------ | ------------------------------------ | ------------------------------------ | ------------------------------------ |
| 1972년                               | 준결승                               | 서독                                 | 1–2                                  | 패                                   |
| 1972년                               | 3위 결정전                           | 헝가리                               | 2–1                                  | 승                                   |
| 1980년                               | 조별 리그                            | 잉글랜드                             | 1–1                                  | 무                                   |
| 1980년                               | 조별 리그                            | 스페인                               | 2–1                                  | 승                                   |
| 1980년                               | 조별 리그                            | 이탈리아                             | 0–0                                  | 무                                   |
| 1980년                               | 결승전                               | 서독                                 | 1–2                                  | 패                                   |
| 1984년                               | 조별 리그                            | 유고슬라비아                         | 2–0                                  | 승                                   |
| 1984년                               | 조별 리그                            | 프랑스                               | 0–5                                  | 패                                   |
| 1984년                               | 조별 리그                            | 덴마크                               | 2–3                                  | 패                                   |
| 2000년                               | 조별 리그                            | 스웨덴                               | 2–1                                  | 승                                   |
| 2000년                               | 조별 리그                            | 이탈리아                             | 0–2                                  | 패                                   |
| 2000년                               | 조별 리그                            | 튀르키예                             | 0–2                                  | 패                                   |

### 하계 올림픽

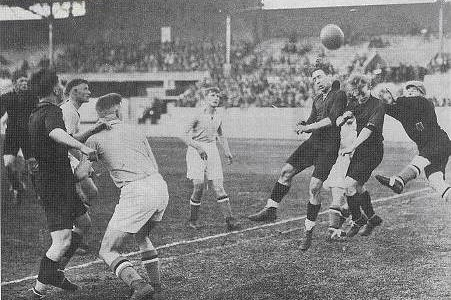
1928년, 룩셈부르크를 상대로한 빡빡한 경기에서 5-3 승리를 기록하였다.

1908년과 1936년 사이의 하계 올림픽 6개 대회의 축구 종목은 남자 성인 국가대표팀이 참가했었다. 벨기에 국가대표팀은 1920년대 하계 올림픽의 3대회 모두 출전하였고, 이중 홈 안방에서 열린 1920년 대회에서 금메달을 획득하였다. 벨기에는 처음 두 경기에서 승리 (스페인에게 3-1, 네덜란드에게 3-0)를 거두고, 체코슬로바키아와의 1920년 하계 올림픽 축구#금메달 결정전에서는 2-0으로 앞서나갔다. 공격수 로베르 코페가 얘깃거리가 된 페널티킥을 극초반에 성공시켜 벨기에가 앞서나가게 했고, 앙리 라노에의 추가골도 논란의 대상이 되었다. 체코슬로바키아 레프트 백 카렐 스테이너가 퇴장당하면서, 불만에 찬 방문팀들은 40분에 그라운드를 떠났다. 그 후, 원정팀은 올림픽 위원회에 항의의 사유를 냈다. 이 항소로 체코슬로바키아 팀은 퇴장 조치를 받아 실격 처리되었다: 벨기에는 2-0 승리로 금메달을 획득하였다. 붉은 악마의 올림픽 우승 주역은 코페였는데, 그는 스페인전에서 해트트릭을 기록하였다.
성인 국가대표팀과 별개로, 2 단체의 벨기에 대표가 하계 올림픽에 출전하였다. 1900년 벨기에 대표로 위니베르시테 드 브뤼셀이 참가하여 동메달을 땄고, 2008년 대회에 참가한 벨기에 U-23 국가대표팀은 4위를 차지하였다.
| 올림픽 축구 기록 | 올림픽 축구 기록 | 올림픽 축구 기록 | 올림픽 축구 기록 | 올림픽 축구 기록 | 올림픽 축구 기록 | 올림픽 축구 기록 | 올림픽 축구 기록 | 올림픽 축구 기록 | 올림픽 축구 기록 |
| 년도             | 결과             | 순위             | 경기             | 승               | 무*              | 패               | 득점             | 실점             | 승점             |
| ---------------- | ---------------- | ---------------- | ---------------- | ---------------- | ---------------- | ---------------- | ---------------- | ---------------- | ---------------- |
| 1900년           | 동메달           | 3위              | 1                | 0                | 0                | 1                | 2                | 6                | 0                |
| 1904년           | 불참             | 불참             | 불참             | 불참             | 불참             | 불참             | 불참             | 불참             | 불참             |
| 1908년           | 불참             | 불참             | 불참             | 불참             | 불참             | 불참             | 불참             | 불참             | 불참             |
| 1912년           | 불참             | 불참             | 불참             | 불참             | 불참             | 불참             | 불참             | 불참             | 불참             |
| 1920년           | 금메달           | 우승             | 3                | 3                | 0                | 0                | 8                | 1                | 9                |
| 1924년           | 1라운드          | 15위             | 1                | 0                | 0                | 1                | 1                | 8                | 0                |
| 1928년           | 8강              | 5위              | 3                | 1                | 0                | 2                | 9                | 12               | 3                |
| 1936년           | 불참             | 불참             | 불참             | 불참             | 불참             | 불참             | 불참             | 불참             | 불참             |
| 1948년           | 불참             | 불참             | 불참             | 불참             | 불참             | 불참             | 불참             | 불참             | 불참             |
| 1952년           | 불참             | 불참             | 불참             | 불참             | 불참             | 불참             | 불참             | 불참             | 불참             |
| 1956년           | 불참             | 불참             | 불참             | 불참             | 불참             | 불참             | 불참             | 불참             | 불참             |
| 1960년           | 진출 실패        | 진출 실패        | 진출 실패        | 진출 실패        | 진출 실패        | 진출 실패        | 진출 실패        | 진출 실패        | 진출 실패        |
| 1964년           | 진출 실패        | 진출 실패        | 진출 실패        | 진출 실패        | 진출 실패        | 진출 실패        | 진출 실패        | 진출 실패        | 진출 실패        |
| 1968년           | 진출 실패        | 진출 실패        | 진출 실패        | 진출 실패        | 진출 실패        | 진출 실패        | 진출 실패        | 진출 실패        | 진출 실패        |
| 1972년           | 진출 실패        | 진출 실패        | 진출 실패        | 진출 실패        | 진출 실패        | 진출 실패        | 진출 실패        | 진출 실패        | 진출 실패        |
| 1976년           | 진출 실패        | 진출 실패        | 진출 실패        | 진출 실패        | 진출 실패        | 진출 실패        | 진출 실패        | 진출 실패        | 진출 실패        |
| 1980년           | 진출 실패        | 진출 실패        | 진출 실패        | 진출 실패        | 진출 실패        | 진출 실패        | 진출 실패        | 진출 실패        | 진출 실패        |
| 1984년           | 진출 실패        | 진출 실패        | 진출 실패        | 진출 실패        | 진출 실패        | 진출 실패        | 진출 실패        | 진출 실패        | 진출 실패        |
| 1988년           | 진출 실패        | 진출 실패        | 진출 실패        | 진출 실패        | 진출 실패        | 진출 실패        | 진출 실패        | 진출 실패        | 진출 실패        |
| 1992년           | 진출 실패        | 진출 실패        | 진출 실패        | 진출 실패        | 진출 실패        | 진출 실패        | 진출 실패        | 진출 실패        | 진출 실패        |
| 1996년           | 진출 실패        | 진출 실패        | 진출 실패        | 진출 실패        | 진출 실패        | 진출 실패        | 진출 실패        | 진출 실패        | 진출 실패        |
| 2000년           | 진출 실패        | 진출 실패        | 진출 실패        | 진출 실패        | 진출 실패        | 진출 실패        | 진출 실패        | 진출 실패        | 진출 실패        |
| 2004년           | 진출 실패        | 진출 실패        | 진출 실패        | 진출 실패        | 진출 실패        | 진출 실패        | 진출 실패        | 진출 실패        | 진출 실패        |
| 2008년           | 4강              | 4위              | 6                | 3                | 0                | 3                | 7                | 10               | 9                |
| 2012년           | 진출 실패        | 진출 실패        | 진출 실패        | 진출 실패        | 진출 실패        | 진출 실패        | 진출 실패        | 진출 실패        | 진출 실패        |
| 2016년           | 진출 실패        | 진출 실패        | 진출 실패        | 진출 실패        | 진출 실패        | 진출 실패        | 진출 실패        | 진출 실패        | 진출 실패        |
| 합계             | 5회 진출(5/26)   | 금메달(1회)      | 14               | 7                | 0                | 7                | 27               | 37               | 21               |

### 기타 대회

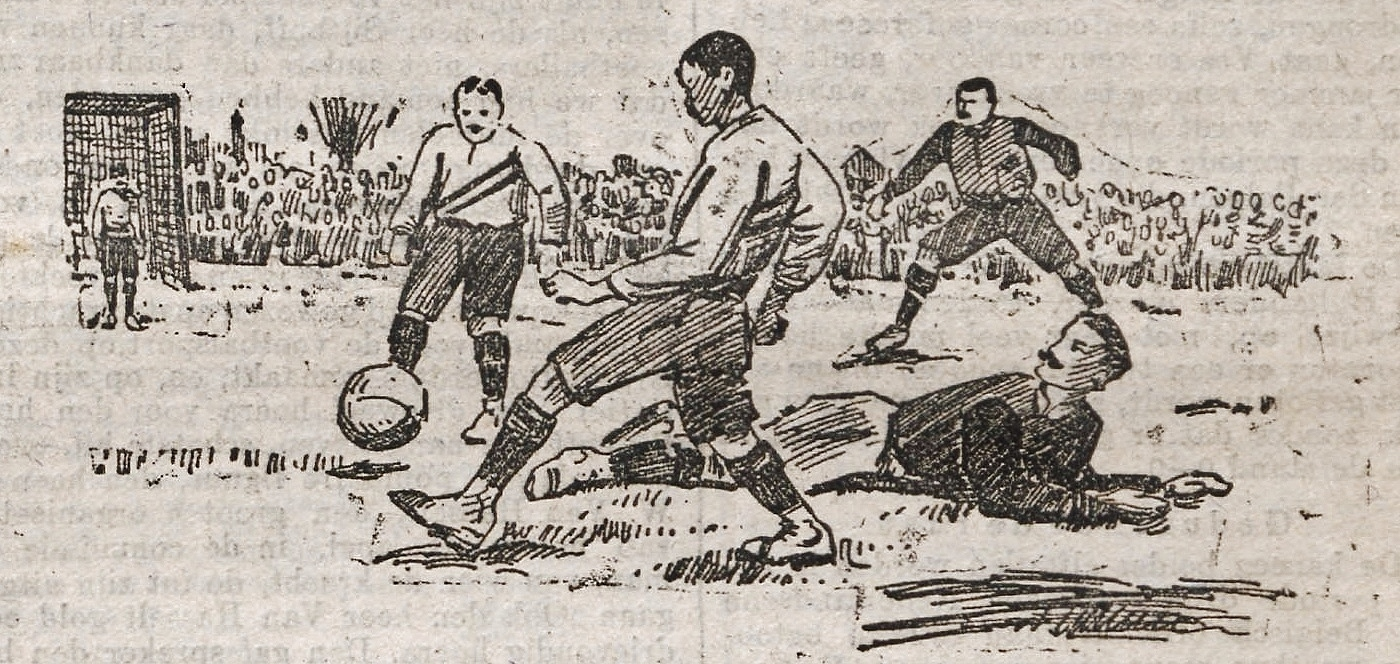
1905년 벨기에와 네덜란드간 로테르담스흐 니우스블라트 베커르 친선 컵경기의 삽화

#### 벨기에 vs 네덜란드 컵대회
| 벨기에 vs 네덜란드 컵대회 기록                                                | 벨기에 vs 네덜란드 컵대회 기록 | 벨기에 vs 네덜란드 컵대회 기록 | 벨기에 vs 네덜란드 컵대회 기록 | 벨기에 vs 네덜란드 컵대회 기록 | 벨기에 vs 네덜란드 컵대회 기록 | 벨기에 vs 네덜란드 컵대회 기록 | 벨기에 vs 네덜란드 컵대회 기록 |
| 대회                                                                          | 우승 횟수                      | 경기 횟수                      | 승리                           | 무승부                         | 패배                           | 득점                           | 실점                           |
| ----------------------------------------------------------------------------- | ------------------------------ | ------------------------------ | ------------------------------ | ------------------------------ | ------------------------------ | ------------------------------ | ------------------------------ |
| 1905–25 샬랭즈 F. 판던 아베일러                                               | 3회*                           | 14                             | 3                              | 3                              | 8                              | 25                             | 34                             |
| 1905–32 로테르담스흐 니우스블라트-베커르                                      | 5회                            | 21                             | 5                              | 5                              | 11                             | 35                             | 55                             |
| 합계                                                                          | 8회                            | 35                             | 8                              | 8                              | 19                             | 60                             | 89                             |
| \| * 1901년과 1904년 사이 벨기에팀이 참가한 4차례의 비공식 대회 우승 제외. \| |                                |                                |                                |                                |                                |                                |                                |
| * 1901년과 1904년 사이 벨기에팀이 참가한 4차례의 비공식 대회 우승 제외.       |                                |                                |                                |                                |                                |                                |                                |

#### 기타
우승;     준우승;     3위
| 기타 대회 기록                                                                  | 기타 대회 기록        | 기타 대회 기록 | 기타 대회 기록 | 기타 대회 기록 | 기타 대회 기록 | 기타 대회 기록 | 기타 대회 기록 | 기타 대회 기록 |
| 년도                                                                            | 결과                  | 순위           | 경기 횟수      | 승리           | 무승부         | 패배           | 득점           | 실점           |
| ------------------------------------------------------------------------------- | --------------------- | -------------- | -------------- | -------------- | -------------- | -------------- | -------------- | -------------- |
| 에방스 코페                                                                     | 공동 우승 단판        | 1위            | 1              | 0              | 1              | 0              | 3              | 3              |
| 1998년 투르누아 하산 II 드 푸트볼                                               | 조별 리그             | 4위            | 2              | 0              | 1*             | 1              | 0              | 1              |
| 1999년 키프로스 대회                                                            | 준우승 조별 리그      | 2위            | 2              | 1              | 0              | 1              | 1              | 1              |
| 1999년 기린컵                                                                   | 공동 우승 조별 리그   | 1위            | 2              | 0              | 2              | 0              | 1              | 1              |
| 2009년 기린컵                                                                   | 공동 준우승 조별 리그 | 2위            | 2              | 0              | 1              | 1              | 1              | 5              |
| 합계                                                                            | 2회 우승              | -              | 9              | 1              | 5              | 3              | 6              | 11             |
| \| * 무승부 횟수는 승부차기로 승부가 결정된 녹아웃 토너먼트 경기도 포함된다. \| |                       |                |                |                |                |                |                |                |
| * 무승부 횟수는 승부차기로 승부가 결정된 녹아웃 토너먼트 경기도 포함된다.       |                       |                |                |                |                |                |                |                |

## 수상

### 주요 대회
FIFA 월드컵
4위: 1986
 UEFA 유럽 축구 선수권 대회
준우승 : 1980
3위 : 1972
 하계 올림픽
금메달 : 1920

### 기타
기타 대회 우승 내역이나 업적은 기록 문서의 수상 섹션에 있다.

## 감독
벨기에 축구 국가대표팀은 1910년을 기점으로 23명의 정식 감독과 2명의 대행 감독이 지휘하였다. 1910년 이전과 1919년에 벨기에 왕립 축구 협회 회장인 에두아르 드 라벨레유가 국가대표팀에서 활약할 선수를 소집하였다. 초창기에 외국인 감독의 지휘를 받은 벨기에는 1930년이 되어서야 헥토르 후트니크가 벨기에 출신의 감독으로는 최초로 국가대표팀 지휘봉을 정식으로 잡게 되었다.
2015년 6월 12일을 기준으로, 마르크 빌모츠는 통계학적으로 가장 성공적인 정식 벨기에 국가대표팀 감독으로, 한 경기당 평균 2.17점의 승점을 획득하였다. 벨기에 국가대표팀에게 가장 성공적인 시대를 가져다 준 감독은 기 티로 UEFA 유로 1980 준우승행을 견인하였고, 6년 후에는 멕시코에서 열린 FIFA 월드컵의 4위를 차지하게 도왔다. 이 공로로 월드 사커지에서는 티 감독에게 1986년 올해의 감독상을 수상하였다.
| 감독 | 국                                                                            | 임기      | 전  | 승  | 무* | 패  | 율     | 점/경 | 주요 대회**                                                                                         |
| --- | ----------------------------------------------------------------------------- | --------- | --- | --- | --- | --- | ------ | ----- | --------------------------------------------------------------------------------------------------- |
| 선발 위원회 (1) | —                                                                             | 1904–1909 | 19  | 8   | 1   | 10  | 42.11  | 1.32  | 1908년 JO                                                                                           |
| 윌리엄 맥스웰 (1) | 스코틀랜드                                                                    | 1910–1913 | 23  | 11  | 3   | 9   | 47.83  | 1.57  | 1912년 JO                                                                                           |
| 찰스 버니언 | 잉글랜드                                                                      | 1914      | 4   | 0   | 0   | 4   | 0.00   | 0.00  | -                                                                                                   |
| 선발 위원회 (2) | —                                                                             | 1914–1919 | 1   | 0   | 1   | 0   | 0.00   | 1.00  | -                                                                                                   |
| 윌리엄 맥스웰 (2) | 스코틀랜드                                                                    | 1920–1928 | 56  | 18  | 10  | 28  | 32.14  | 1.14  | 1920년 JO – 우승 1924년 JO – 2라운드                                                                |
| 픽토르 뢰벤펠트 | 오스트리아                                                                    | 1928–1930 | 11  | 5   | 2   | 4   | 45.45  | 1.55  | 1928년 JO – 8강                                                                                     |
| 헥토르 후틴크 (1) | 벨기에                                                                        | 1930–1934 | 31  | 7   | 5   | 19  | 22.58  | 0.84  | 1930년 CM – 1라운드 1934년 CM – 1라운드                                                             |
| 쥘 튀르노에르 | 헝가리                                                                        | 1935      | 3   | 0   | 1   | 2   | 0.00   | 0.33  | -                                                                                                   |
| 잭 버틀러 | 잉글랜드                                                                      | 1935–1939 | 32  | 8   | 7   | 17  | 25.00  | 0.97  | 1938년 CM – 1라운드 1936년 JO                                                                       |
| 헥토르 후틴크 (2) | 벨기에                                                                        | 1939–1940 | 0   | 0   | 0   | 0   | -      | -     | -                                                                                                   |
| 선발 위원회 (3) | —                                                                             | 1940–1943 | 0   | 0   | 0   | 0   | -      | -     | -                                                                                                   |
| 프랑수아 드몰 | 벨기에                                                                        | 1944–1946 | 8   | 2   | 2   | 4   | 25.00  | 1.00  | -                                                                                                   |
| 빌 곰리 | 잉글랜드                                                                      | 1947–1953 | 44  | 18  | 9   | 17  | 40.91  | 1.43  | 1950년 CM                                                                                           |
| 더그 리빙스턴 | 스코틀랜드                                                                    | 1953–1954 | 13  | 5   | 6   | 2   | 38.46  | 1.62  | 1954년 CM – 조별 리그                                                                               |
| 앙드레 방드웨예르 | 벨기에                                                                        | 1955–1957 | 17  | 4   | 2   | 11  | 23.53  | 0.82  | -                                                                                                   |
| 루이 니콜레C | 벨기에                                                                        | 1957      | 1   | 1   | 0   | 0   | 100.00 | 3.00  | -                                                                                                   |
| 톨디 게저 | 헝가리                                                                        | 1957–1958 | 6   | 1   | 2   | 3   | 16.67  | 0.83  | 1958년 CM                                                                                           |
| 콘스탄트 판던 스토크 | 벨기에                                                                        | 1958–1968 | 68  | 28  | 11  | 29  | 41.18  | 1.40  | 1960년 CE, 1962년 CM, 1964년 CE, 1966년 CM, 1968년 CE                                               |
| 레몽 후탈스 | 벨기에                                                                        | 1968–1976 | 44  | 25  | 8   | 11  | 56.82  | 1.89  | 1970년 CM – 조별 리그 1972 CE – 3위 1974년 CM, 1976년 CE                                            |
| 기 티 (1) | 벨기에                                                                        | 1976–1989 | 101 | 45  | 24* | 32  | 44.55  | 1.57  | 1980년 CE – 준우승 1982년 CM – 2차 조별 리그 1984 CE – 조별 리그 1986년 CM – 4위 1978년 CM, 1988 CE |
| 발터르 메이위스 | 벨기에                                                                        | 1989–1990 | 6   | 2   | 3   | 1   | 33.33  | 1.50  | -                                                                                                   |
| 기 티 (2) | 벨기에                                                                        | 1990–1991 | 13  | 4   | 4   | 5   | 30.77  | 1.23  | 1990년 CM – 16강 1992년 CE                                                                          |
| 파울 판 힘스트 | 벨기에                                                                        | 1991–1996 | 36  | 19  | 5   | 12  | 52.78  | 1.72  | 1994년 CM – 16강 1996년 CE                                                                          |
| 빌프리트 판 무르 | 벨기에                                                                        | 1996      | 5   | 2   | 2   | 1   | 40.00  | 1.60  | -                                                                                                   |
| 조르주 레이컨스 (1) | 벨기에                                                                        | 1997–1999 | 29  | 10  | 10* | 9   | 34.48  | 1.38  | 1998년 CM – 조별 리그                                                                               |
| 로베르 와세주 | 벨기에                                                                        | 1999–2002 | 34  | 16  | 11  | 7   | 47.06  | 1.74  | 2000년 CE – 조별 리그 2002년 CM – 16강                                                              |
| 에메 앙튀앙니스 | 벨기에                                                                        | 2002–2005 | 29  | 12  | 7   | 10  | 41.38  | 1.48  | 2004년 CE, 2006년 CM                                                                                |
| 레네 판더레이컨 | 벨기에                                                                        | 2005–2009 | 30  | 10  | 7   | 13  | 33.33  | 1.23  | 2008년 CE, 2010년 CM                                                                                |
| 프랑키 베르코테랑C | 벨기에                                                                        | 2009      | 5   | 0   | 1   | 4   | 0.00   | 0.20  | -                                                                                                   |
| 딕 아드보카트 | 네덜란드                                                                      | 2009–2010 | 5   | 3   | 0   | 2   | 60.00  | 1.80  | -                                                                                                   |
| 조르주 레이컨스 (2) | 벨기에                                                                        | 2010–2012 | 19  | 8   | 7   | 4   | 42.10  | 1.63  | 2012년 CE                                                                                           |
| 마르크 빌모츠 | 벨기에                                                                        | 2012–2018 | 35  | 23  | 7   | 5   | 65.71  | 2.17  | 2014년 CM – 8강                                                                                     |
| 합계 | 합계                                                                          | 합계      | 728 | 295 | 158 | 275 | 40.52  | 1.43  | 40대회 중 19대회 참가                                                                               |
| \| * \| 무승부 횟수는 승부차기로 승부가 결정된 녹아웃 토너먼트 경기도 포함된다. \| \| ** \| 대회 약자 JO = 하계 올림픽, CM = FIFA 월드컵, CE = UEFA 유럽 축구 선수권 대회 \| \| (1), (2) \| 각각 첫 임기, 두번째 임기 \| \| C \| 대행 감독 \| |                                                                               |           |     |     |     |     |        |       | |
| * | 무승부 횟수는 승부차기로 승부가 결정된 녹아웃 토너먼트 경기도 포함된다.       |           |     |     |     |     |        |       | |
| ** | 대회 약자 JO = 하계 올림픽, CM = FIFA 월드컵, CE = UEFA 유럽 축구 선수권 대회 |           |     |     |     |     |        |       | |
| (1), (2) | 각각 첫 임기, 두번째 임기                                                     |           |     |     |     |     |        |       | |
| C | 대행 감독                                                                     |           |     |     |     |     |        |       | |

2015년 6월 12일 웨일스 vs 벨기에 기준. 통계는 FIFA 공식 경기만 취급한다.

### 역대 감독
| 감독                | 임기        |
| ------------------- | ----------- |
| 더그 리빙스턴       | 1953 ~ 1954 |
| 레몽 후탈스         | 1968 ~ 1976 |
| 발터르 메이위브스   | 1989 ~ 1990 |
| 파울 판 힘스트      | 1991 ~ 1996 |
| 조르주 레이컨스     | 1997 ~ 1999 |
| 로베르 와세주       | 1999 ~ 2002 |
| 레네 판더레이컨     | 2006 ~ 2009 |
| 프랑키 베르코테랑   | 2009        |
| 딕 아드보카트       | 2009 ~ 2010 |
| 조르주 레이컨스     | 2010 ~ 2012 |
| 마르크 빌모츠       | 2012 ~ 2016 |
| 로베르토 마르티네스 | 2016 ~ 2022 |
| 도메니코 테데스코   | 2023 ~ 2025 |
| 뤼디 가르시아       | 2025 ~      |

## 기록

### 최다 출장 선수
- 붉은 악마의 최다 출전 선수는 얀 페르통언으로 145번의 국가대표팀 경기 (도합 12,262분 출전) 에 출전하였다.[49] 가장 오랜 기간 동안 국가대표팀에서 활동한 선수는 헥토르 후틴크 (17년 6개월 10일)이다.[22]
- 최다 출장 횟수를 떠나서, 쾰레만스는 주장으로써 최다 경기 (48경기) 에 출장한 선수이기도 하다.[22]

현역 선수는 강조 표시가 되어있다.
| #  | 성명                | 기간      | 출장 | 골 |
| -- | ------------------- | --------- | ---- | -- |
| 1  | 얀 페르통언         | 2007–     | 145  | 9  |
| 2  | 악셀 위첼           | 2008–2022 | 130  | 12 |
| 3  | 토비 알데르베이럴트 | 2009–2022 | 127  | 5  |
| 4  | 에덴 아자르         | 2008–2022 | 126  | 33 |
| 5  | 드리스 메르턴스     | 2011–     | 109  | 21 |
| 6  | 로멜루 루카쿠       | 2010–     | 104  | 68 |
| 7  | 티보 쿠르투아       | 2011–     | 100  | 0  |
| 8  | 케빈 더 브라위너    | 2010–     | 97   | 25 |
| 9  | 얀 쾰레만스         | 1977–1991 | 96   | 23 |
| 10 | 티미 시몬스         | 2001–2016 | 94   | 6  |

2022년 12월 1일 기준

### 최다 득점 선수
- 벨기에 국가대표팀 역대 최다 득점자는 로멜루 루카쿠로 총 68골을 득점하였다.[49] 한경기 최다 득점자는 로베르트 더 페인, 베르트 더 클러인, 그리고 요시프 베버르로 각각 한경기에서 5골씩 득점했었다.[22] 이들 중 더 페인은 최다 해트트릭 성공 횟수 (3회) 도 기록하고 있다.[22]

현역 선수는 강조 표시가 되어있다.
| #  | 선수                | 경력      | 골 | 출장 | 골평균 |
| -- | ------------------- | --------- | -- | ---- | ------ |
| 1  | 로멜루 루카쿠       | 2010–     | 68 | 104  | 0.65   |
| 2  | 에덴 아자르         | 2008–2022 | 33 | 126  | 0.26   |
| 3  | 베르나르트 부르후프 | 1928–1940 | 30 | 61   | 0.49   |
| 3  | 파울 판 힘스트      | 1960–1974 | 30 | 81   | 0.37   |
| 5  | 마르크 빌모츠       | 1990–2002 | 29 | 70   | 0.41   |
| 6  | 미키 바추아이       | 2015–     | 27 | 50   | 0.54   |
| 6  | 요제프 메르만스     | 1945–1956 | 27 | 56   | 0.48   |
| 8  | 라이 브라이너       | 1925–1939 | 26 | 54   | 0.38   |
| 8  | 로베르트 더 페인    | 1906–1913 | 26 | 23   | 1.13   |
| 10 | 케빈 더 브라위너    | 2010–     | 25 | 97   | 0.26   |

2022년 12월 1일 기준
- 벨기에가 거둔 승리에 관한 통계는 다음과 같다. 최다 점수차 승리를 거둔 경기는 산마리노전 (10-1) 과 잠비아전 (9-0)이다.[5]  최다 연승 행진은 2번의 임기에 거쳐 7연승을 거둔 것으로, 최다 무패 행진은 14경기였다.[5]
- 성인 국가대표팀의 역대 최연소 선수는 페르낭 니소로 데뷔 당시 16세 19일이었다.[22][49]
- 1992년, FIFA 랭킹이 공식 도입된 후 벨기에의 역대 최고 순위는 2위 (2015년 6월)였다.[50] 벨기에의 역대 최고 세계 축구 엘로 랭킹도 2위 (1920년 9월 2일부터 5일까지)이다.[2]

## 같이 보기
- 벨기에령 콩고 축구 국가대표팀
- 벨기에 프로리그

### 참고 문헌
- Bernhart, Patrick; Houtman, Joost (2014). 《Zo werden wij wereldkampioen》 (네덜란드어). Antwerp: Manteau. ISBN 978-90-223-2972-6.
- Boccar, Jean-Louis; Roelens, Danny (1999). 《De Rode Duivels. De grote depressie》 (네덜란드어). Antwerp: De Stripuitgeverij. ISBN 978-90-633-4513-6.
- Boin, Victor (1945). 《Het gulden jubileumboek van de K.B.V.B. 1895–1945. Geschiedenis van de voetbalsport in Belgie en in Belgisch Kongo》 (네덜란드어). Brussels: Les Éditions Leclercq & De Haas. (Numberless page copy consulted online on 25 June 2014 on GOAAAL! Voetbalvaria (by RBFA))
- de Vries, André (2007). 《Flanders: A Cultural History》. New York: Oxford University Press. ISBN 978-01-953-1493-9.
- Edworthy, Niall (1997). 《England: The Official F.A. History》. London: Virgin Books. ISBN 1-85227-699-1.
- Fraiponts, J.N. (1981). 《Onze Rode Duivels: het volledige verhaal in woord en beeld / Deel 1》 (네덜란드어). Kapellen: Helios. ISBN 9033300397.
- Fraiponts, Jean; Willocx, Dirk (2003). 《Kroniek van het Belgische voetbal / Pioniers en Rode Duivels - 1863–1906》 (네덜란드어). Antwerp: Assoc. BE bvba. ISBN 978-90-77314-01-2. (Extract consulted online on 30 August 2010 on Beerschot Athletic Club)
- Goldblatt, David (2008). 《The Ball is Round》. New York: Riverhead Trade. ISBN 1-59448-296-9.
- Guldemont, Henry; Deps, Bob (1995). 《100 ans de football en Belgique: 1895–1995, Union royale belge des sociétés de football association》 (프랑스어). Brussels: Vif. ISBN 90-5466-151-8.
- Henshaw, Richard (1979). 《The Encyclopedia of World Soccer》. Washington, D.C.: New Republic Books. ISBN 0-915220-34-2.
- Hubert, Christian (1980). 《Les diables rouges》 (프랑스어). Brussels: Arts & voyages. ISBN 978-28-016-0046-7.
- Hugues, François; Reding, Raymond (1982). 《Eric Castel raconte... allez les Diables Rouges!》 (프랑스어). Brussels: Novedi.
- Jeřábek, Luboš (2007). 《Ceský a ceskoslovenský fotbal - lexikon osobností a klubu》 (체코어). Prague: Grada Publishing. ISBN 978-80-247-1656-5.
- Kassimeris, Christos (2007). 《European Football in Black and White: Tackling Racism in Football》. Lanham, Maryland: Lexington Books. ISBN 978-07-391-1959-4.
- Schulze-Marmeling, Dietrich (2008). 《Die Geschichte der Fußball-Europameisterschaft》 (독일어). Göttingen: Verlag Die Werkstatt. ISBN 978-38-953-3553-2.
- Willems, Raf (2013). 《Sympathy for the Devils》 (네덜란드어). Tielt: Lannoo. ISBN 978-94-014-0758-8.
- Witzig, Richard (2006). 《The Global Art of Soccer》. Harahan: CusiBoy Publishing. ISBN 0-9776688-0-0.

## 관련 저서
- Aerts, Bart; Buyse, Frank; Colin, François; Cornez, Pierre; Decoster, Gilles; Deferme, Dirk;  외. (2013). 《De Rode Duivels. Het officiële boek》 (네덜란드어). Veurne: Uitgeverij Kannibaal. ISBN 978-94-9137-666-5.
- Colin, François (2014). 《De Rode Duivels 1900–2014》 (네덜란드어). Veurne: Uitgeverij Kannibaal. ISBN 978-94-9137-677-1.
- Guldemont, Henry (1978). 《Toute L'Histoire du Football Belge》 (프랑스어). Brussels: Éditions Arts & Voyages. ISBN 2801600121.
- Hubert, Christian (1994). 《De Montevideo à Orlando》 (프랑스어). Brussels: Labor. ISBN 2-8040-1009-0.
- Hubert, Christian (2006). 《Le siècle des Diables Rouges》 (프랑스어). Brussels: Luc Pire. ISBN 2-87415-684-1.